# Porolissum
Porolissum (altgriechisch Πορόλισσον) ist ein römischer, militärisch-ziviler Siedlungskomplex auf dem Gebiet des zur heutigen rumänischen Gemeinde Mirșid gehörenden Dorfes Moigrad-Porolissum im Kreis Sălaj. Regional befindet es sich im nordwestlichen Bereich Siebenbürgens. Die militärischen Anlagen waren von strategischer Bedeutung und hatten eine wichtige Funktion am Abschnitt Porolissensis des Dakischen Limes. Sie bestehen aus den Kastellen Moigrad – Porolissum, Moigrad – Citera und Moigrad – Coasta Citerii sowie den vorgelagerten Verteidigungslinien mit weiteren Kastellen, sowie Wachtürmen, Wallanlagen und Sperrmauern. Die um das Kastell Moigrad – Porolissum herum entstehende Zivilsiedlung begann als einfacher Vicus, expandierte dann, wurde später zum Municipium erhoben und hatte in seiner Blütezeit einschließlich der Militärs rund 20.000 Einwohner. Porolissum war zwischenzeitlich Sitz des Statthalters bzw. Procurators der Provinz Dacia Porolissensis. Gemeinsam mit insgesamt 277 Bestandteilen des Dakischen Limes wurde Porolissum 2024 zum UNESCO-Weltkulturerbe erhoben.

## Lage

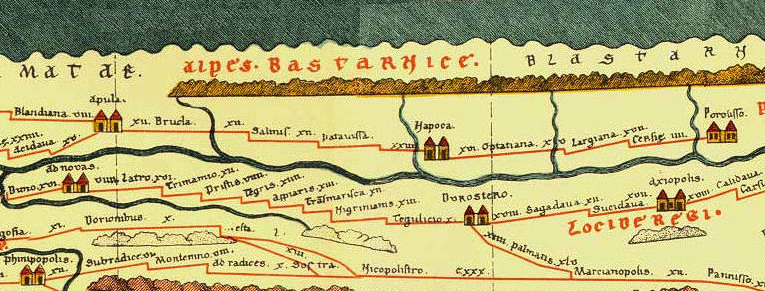
Porolissum als Porolisso auf der Tabula Peutingeriana (rechts oben)

Porolissum fand schon auf der Tabula Peutingeriana Erwähnung, auf der es als Porolisso am Rande des Imperiums verzeichnet ist. Auch in der Geographike Hyphegesis des antiken Geographen Claudius Ptolemäus wird es genannt. Da sich der Name Porolissum auf keine lateinische Sprachwurzel zurückführen lässt, nahm man früher an, dass sich an dieser Stelle zuvor eine dakische Siedlung befunden habe. Diese Ansicht gilt heute als überholt, auch mangels archäologischer Belege. Geographisch liegt der „Porolissum-Komplex“, wie er in der rumänischen Archäologie auch genannt wird, in einer vielfältigen Landschaft aus Hügeln und Senken, die sich entlang der Täler Almașului, Agrijuului, Someșului, Crasna und Barcăului erstreckt und im Westen durch zwei nördliche Ausläufer des Apuseni-Gebirges begrenzt wird, die Meseș- und die Plopiș-Wälder. Heute wird das Gelände in seinen größten Teilen landwirtschaftlich genutzt oder ist bewaldet und ähnelt optisch einer mit Laubwäldern bewachsenen deutschen Mittelgebirgslandschaft.

Landschaften bei Porolissum
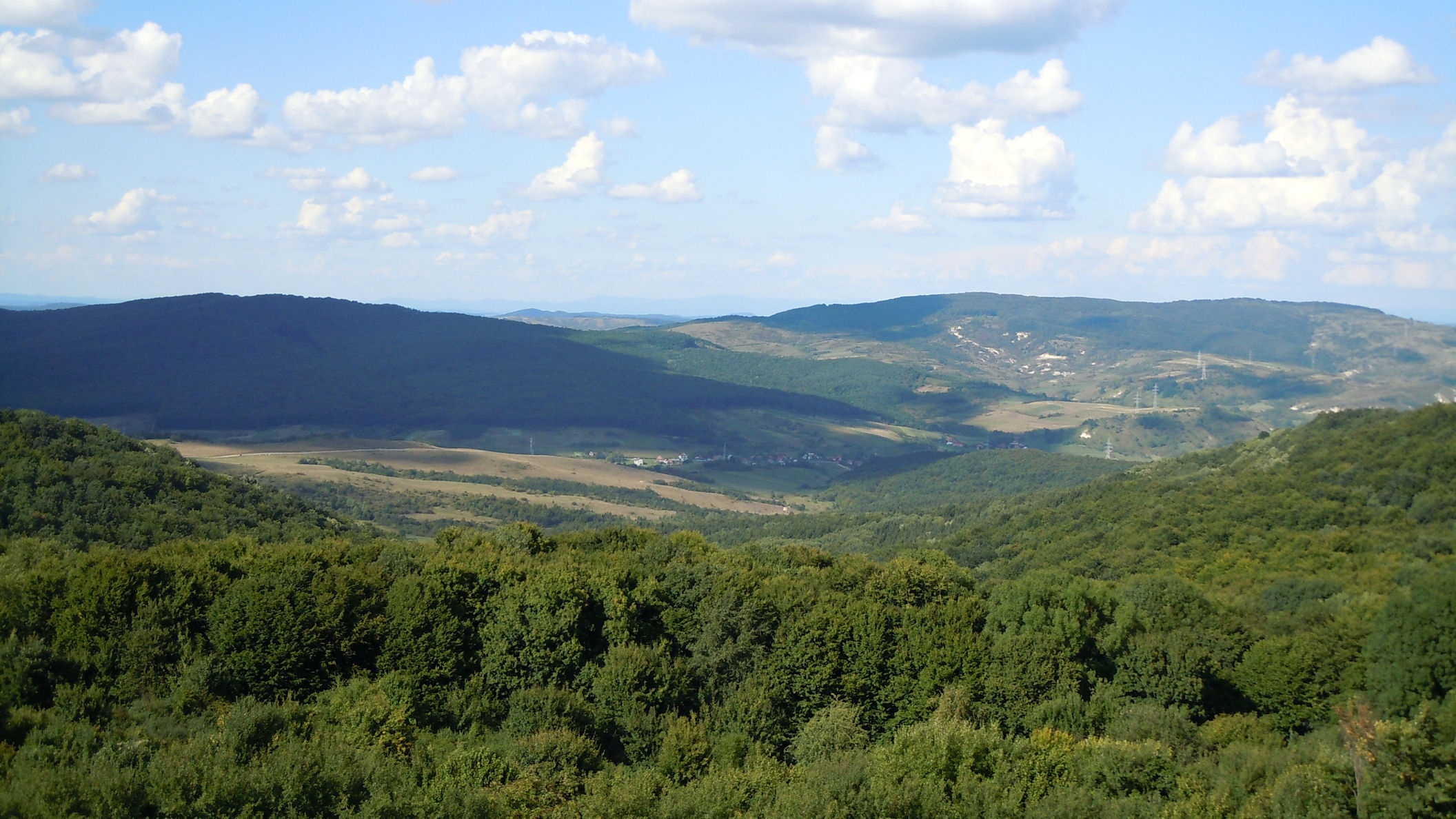
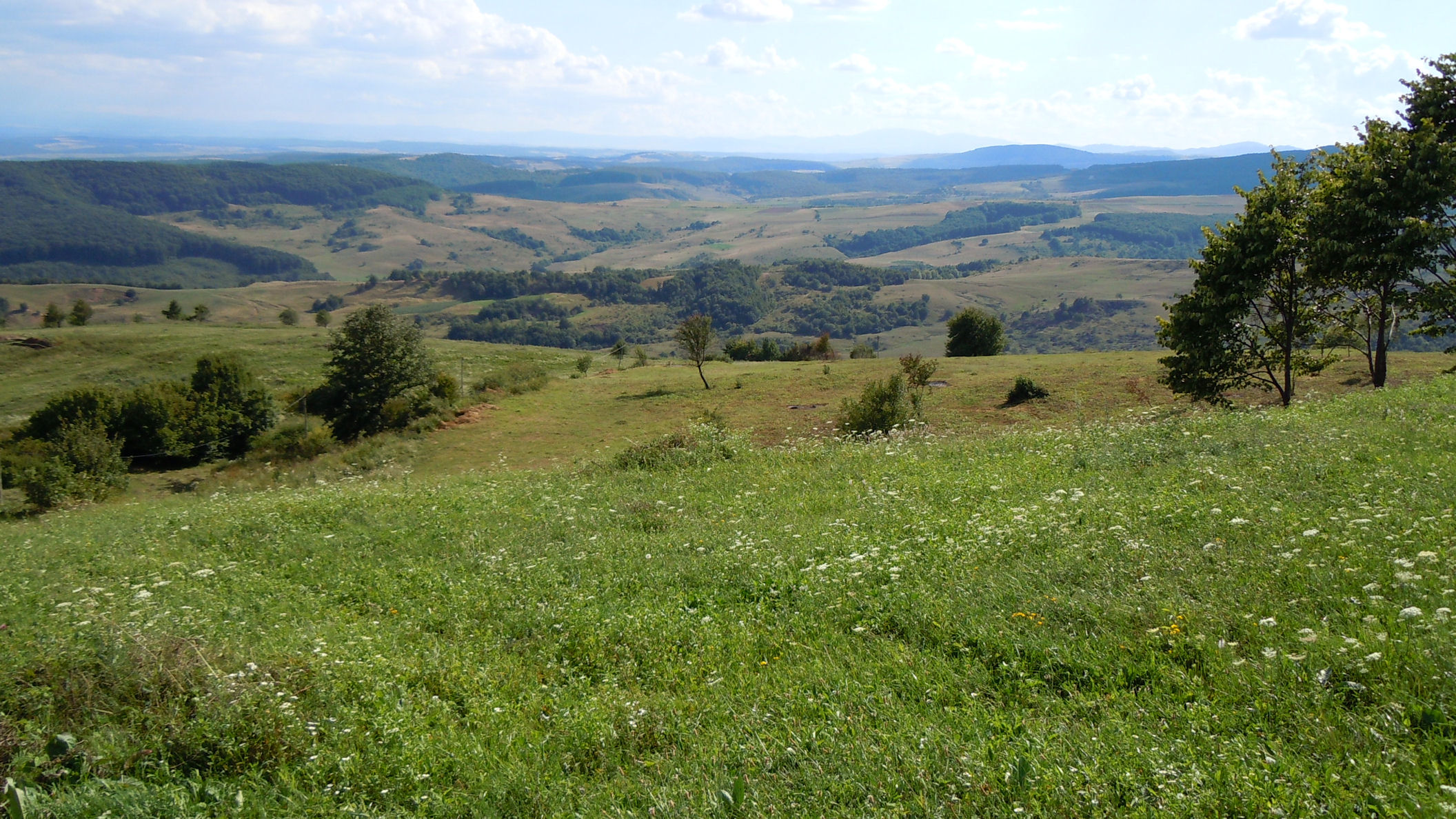
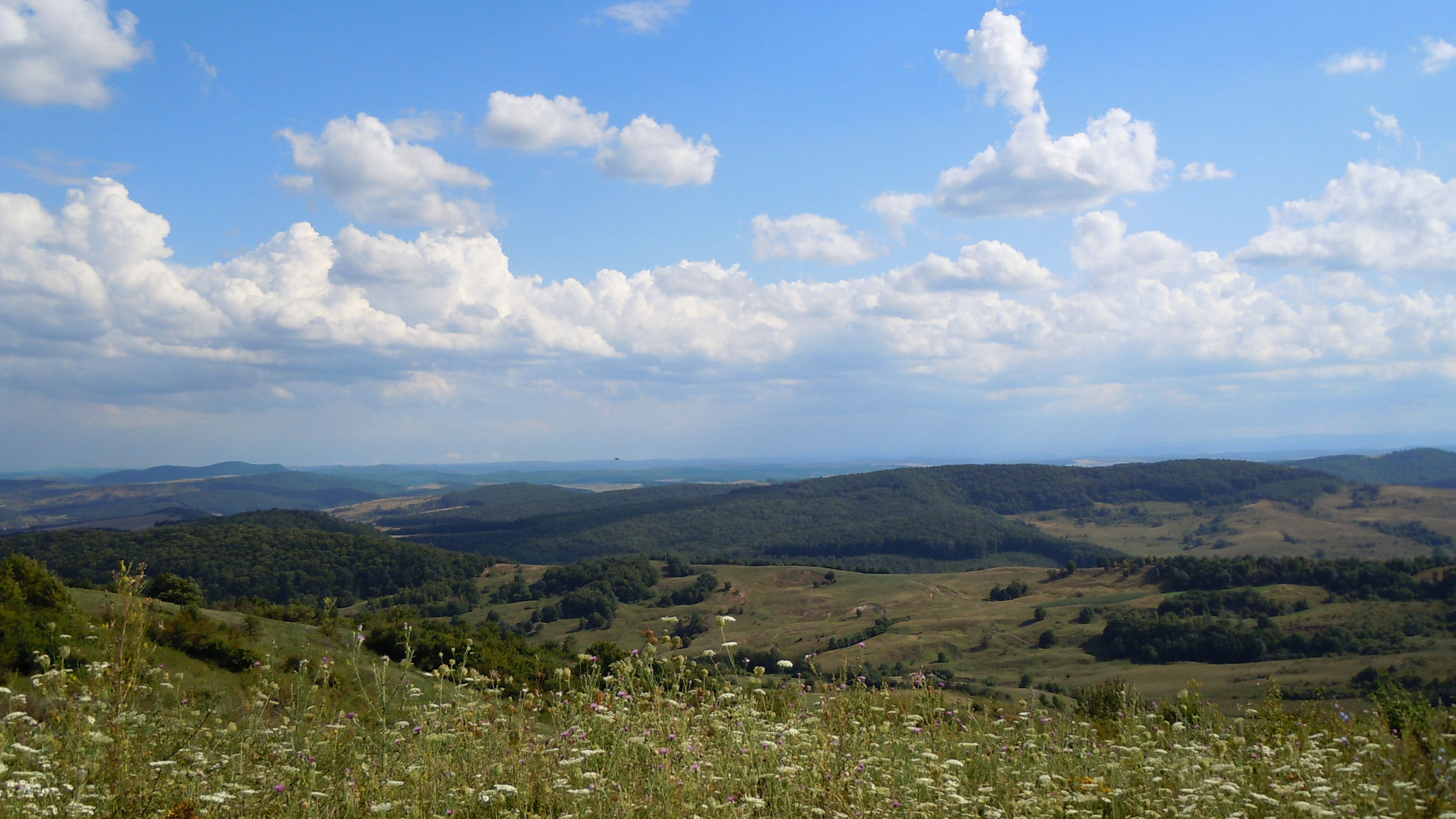

## Forschungsgeschichte
Die erste Erwähnung Porolissums stammt von Károly Torma, der seit etwa 1860 im damals noch zu Ungarn gehörenden Siebenbürgen gegraben hatte, im Jahr 1880. Eine weitere Erwähnung stammt von Vasile Christescu aus dem Jahr 1937 Erste systematische Untersuchungen erfolgten 1937 bis 1939 unter der Leitung von Constantin Daicoviciu. In den Kriegsjahren 1941 bis 1943 führten die Archäologen Aladár Radnóti und László Barkóczi für das Ungarische Nationalmuseum weitere Ausgrabungen in der Fortifikation Moigrad – Pomet des damals wieder ungarisch besetzten nordwestlichen Siebenbürgens durch. 1957/1958 folgten Untersuchungen durch den Vorläufer des Institutul de Arheologie și Istoria Artei din Cluj-Napoca (Archäologisches und kunsthistorisches Institut in Cluj-Napoca) unter der Beteiligung von Eugen Chirilâ, Mihail Macrea, Ioan Mitrofan, Dumitru Protase, Mircea Rusu und anderen. Danach kam es erst wieder 1977 bis 1982 zu Grabungskampagnen in Zusammenarbeit des Instituts aus Cluj mit dem Muzeul Județean de Istorie şi Artă din Zalău (Kreismuseum für Geschichte und Kunst in Zalău), bei der sich erstmals auch Nicolae Gudea an den Forschungen beteiligte. Mitte der 1990er Jahre erfolgten weitere vereinzelte Untersuchungen, wieder unter der Leitung von Gudea in Zusammenarbeit mit Dan Tamba.
Seit 1999 finden die Grabungen jährlich statt, ein Ende ist nicht abzusehen. Daran beteiligten sich über die bereits genannten hinaus die verschiedensten nationalen und internationalen Institutionen. Darunter seit 2001 die Babeș-Bolyai-Universität Cluj. Von 2004 bis 2011 führte das rumänisch-/US-amerikanische „Porolissum Forum Project“ Untersuchungen durch und von 2006 bis 2009 lief das interdisziplinäre britisch-rumänisch-ungarische „Project Necropolis Porolissensis“ unter der Beteiligung dreier transsylvanischer Institute, Geophysikern der Eötvös-Loránd-Universität aus Budapest, sowie von Spezialisten für menschliche Überreste und Archäometrie der University of London. Von 2009 bis 2011 forschten im Rahmen eines deutsch-rumänisch-ungarischen Projektes unter der Koordinierung durch den Lehrstuhl für Alte Geschichte und Archäologie der Babeş-Bolyai Universität das Winckelmann-Institut der Humboldt-Universität zu Berlin, das Archäologische Institut der Universität zu Köln und der Fachbereich Konservierung und Restaurierung an der Fachhochschule Erfurt, sowie die Fakultät für Architektur der Technischen und Wirtschaftswissenschaftlichen Universität Budapest. Die Komplexität sowie der Umfang der archäologischen Stätten und des Fundmaterials zogen zahlreiche renommierte Archäologen, wie István Bajusz, Cristian Găzdac, Vlad-Andrei Lăzărescu, Coriolan Horațiu Opreanu und Horea Pop an, übten aber auch gerade auf angehende und junge Wissenschaftler immer wieder ihre Anziehungskraft aus.

## Kastell Moigrad – Pomet

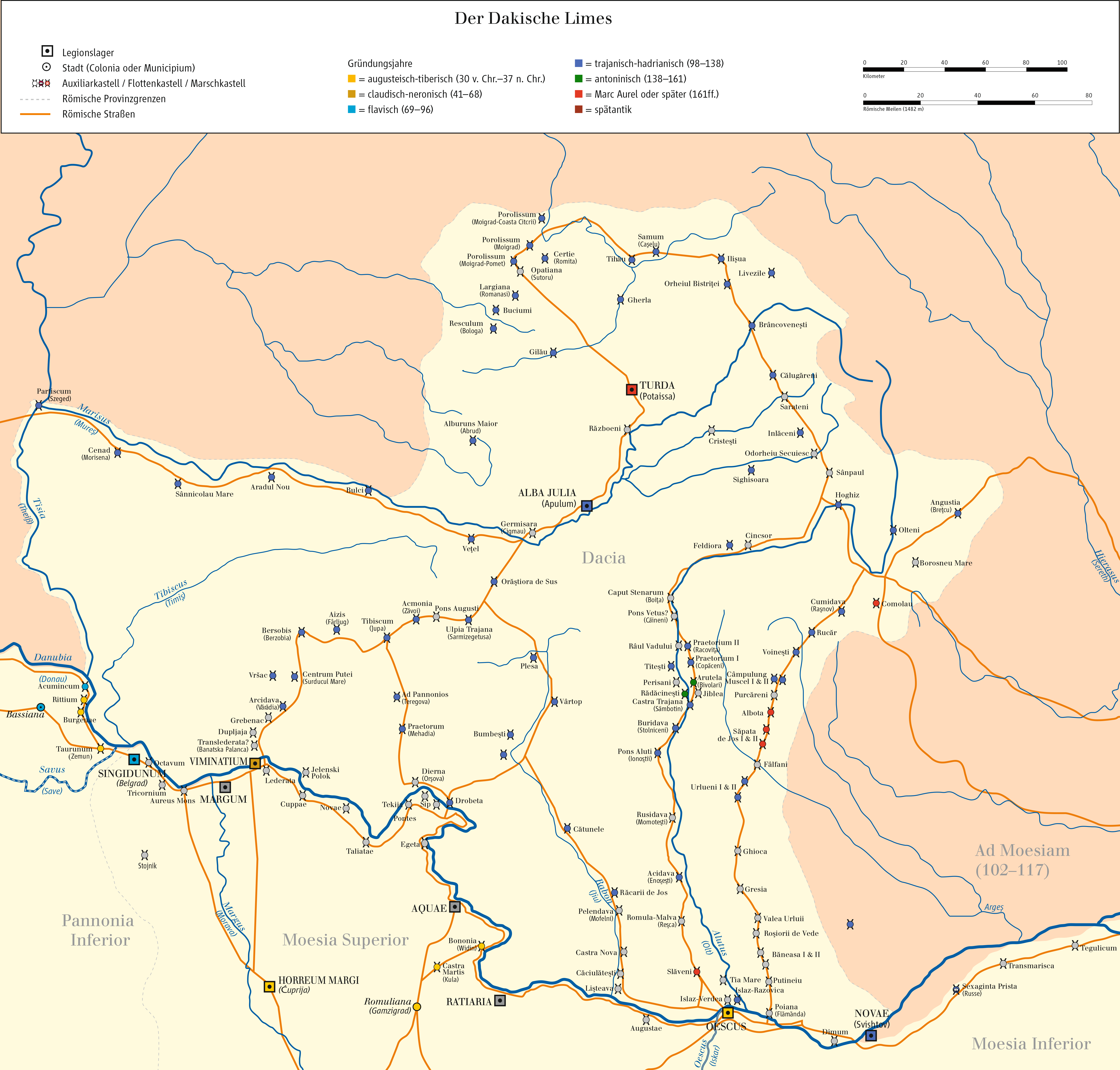
Kastell Porolissum im Verlauf der dakischen Limites

### Lage
Das Kastell liegt rund einen Kilometer südlich des Dorfes nach dem es benannt ist auf dem Gipfel und dem Nordwesthang des Măgura Pomat (Pomet-Hügel) in der Flur Cetate (deutsch: Festung). Seine Position war in antiker Zeit von strategischer Bedeutung, liegt die Garnison doch nur rund drei Kilometer südlich des Passes Poarta Meseșului (Meseș-Pforte), der in antiker Zeit Dakien mit dem Gebiet der Jazygen in der östlichen Pannonischen Tiefebene verband, wie er heute das rumänische Siebenbürgen mit der ungarischen Theißebene verbindet. Vom Kastell aus war eine exzellente Sichtverbindung zu diesem Pass sowie zu zahlreichen Wachtürmen der vorgelagerten Verteidigungslinien gegeben. Der Măgura Pomat bildet keine ebene Oberfläche, sondern die Höhen seines Plateaus, wenn man es denn überhaupt so nennen kann, schwanken nicht unerheblich, so dass man von einem Ende des Kastells aus das andere nicht mehr sehen kann. Die Platzwahl erfolgte also nicht auf idealtypischer Grundlage, sondern hatte rein strategische Motive, aufgrund derer man sich mit den schwierigen topographischen Verhältnissen arrangierte. Begrenzt wird der Hügel im Westen von den Comoară- und Ferice-Hügeln, im Südwesten und Südosten vom Tal des Baches Pomat und im Südosten und Osten vom Tal des Baches Citera.

### Archäologische Befunde
Insgesamt drei Bauphasen, zwei Hauptbauphasen (Holz-Erde-Kastell und Steinkastell und eine Erweiterungsphase des Steinkastells) konnten differenziert werden. Mit seiner Größe war das Kastell wahrscheinlich von Anfang an für mehrere Militäreinheiten (Auxiliartruppen und/oder Legionsvexillationen) konzipiert worden.

#### Holz-Erde-Lager
Das Holz-Erde-Lager hat einen viereckigen Grundriss und ist mit seinen Ecken nach den Himmelsrichtungen ausgerichtet. Seine Abmessungen betragen 225 m mal 295 m, was einer Fläche von 6,6 Hektar entspricht. Es wurde von einem 8,0 m breiten und 1,6 m hohen Holz-Erde-Wall geschützt. Auf drei Seiten befindet sich ein einfacher, 15,0 m breiter und 3,5 m tiefer Spitzgraben. Nur auf der Südwestseite wurde ein Doppelgrabensystem identifiziert, dessen innerer Graben 9,0 m breit und 2,5 m tief ist, während die Maße des äußeren Grabens 5,5 m Breite und 3,0 m Tiefe betragen.
Die ersten Konstruktionen der Principia und des Praetoriums, damals noch aus Lehmfachwerk, gehören dieser Phase an, die auf die ersten Jahre nach der Eroberung Dakiens (ab 106) zu datieren ist. Die hier bis zur Mitte des zweiten Jahrzehnts des zweiten Jahrhunderts stationierten Truppen waren Vexillationen der Legio IIII Flavia Felix und der Legio XIII Gemina, sowie die Cohors V Lingonum und die Cohors VI Thracum. Im zweiten Jahrzehnt kamen die Cohors I Ulpia Brittonum (aus Resculum) und die Cohors I Augusta Ituraeorum sagittariorum (aus dem Kastell Buciumi).

#### Steinkastell
Das Steinkastell orientiert sich an der Ausrichtung des Holz-Erde-Lagers. Es hat einen rechteckigen Grundriss mit abgerundeten Ecken im typischen Spielkartenformat. Mit seinen Abmessungen von 230 m mal 300 m (6,9 Hektar) ist es geringfügig größer als sein Vorgänger. Geschützt wurde es von einer 1,8 m bis 2,5 m mächtigen Mauer, die in der Technik des Opus incertum konstruiert worden ist. Nachdem Erdrutsche die Mauer trotz ihrer Stärke stellenweise verschoben hatten, errichtete man zur Verstärkung Strebepfeiler in dem betroffenen Bereich. Mit seiner Prätorialfront war das Kastell nach Nordosten, zum Feind hin ausgerichtet. An der Südwestseite konnte ein Doppelgraben identifiziert werden. Außer an ihrer Ostecke ist die Mauer mit trapezförmigen Ecktürmen (5,0 m / 4,0 m / 4,0 m / 7,0 m) besetzt. Zudem gibt es nach innen gezogene, nahezu rechteckige Zwischentürme, die aber möglicherweise nicht alle identifiziert werden konnten. Die vier wuchtigen Lagertore sind von Türmen flankiert, die vermutlich zunächst einen rechteckigen Grundriss hatten, aber in einer Reparaturphase des Kastells (siehe weiter unten) durch halbrund vorspringenden Türmen (4,8 m mal 9,0 m) ersetzt wurden. Drei der Tore besitzen eine doppelte Durchfahrt, nur die Porta decumana (rückwärtige Lagerpforte) ist mit einer einfachen Durchfahrt ausgestattet. Die beiden Seiten rechts und links der Via praetoria (Lagerhauptstraße) und der Via decumana (rückwärtige Lagerstraße) sind unterschiedlich strukturiert. Als Einheiten (Bautrupps oder Besatzung) werden die Cohors I Ulpia Brittonum, Cohors V Lingonum, Cohors VI Thracum und der Numerus Palmyrenorum erwähnt, sowie Vexillationen der Legio III Gallica und der Legio VII Gemina Felix angenommen.
Während Gudea die Errichtung des Steinkastells auf den Beginn des dritten Jahrhunderts datierte, tendierte Endre Tóth zu einer Erbauung spätestens in antoninischer Zeit (131–168). Eine Hypothese, die von Coriolan Horaţiu Opreanu unterstützt wird und inzwischen als die wahrscheinlichere gilt. Möglicherweise wurde der Umbau bereits unter Hadrian begonnen und unter Antoninus Pius vollendet.
Zu einem relativ späten Zeitpunkt, vermutlich um 213, vielleicht aber auch erst ab der Mitte des 3. Jahrhunderts, wurden einige weitere Gebäude errichtet, die über die Via sagularis (Lagerringstraße) hinaus und in den Agger (innenseitiger Erdwall an der Mauer) hinein reichten. Zudem wurden die Tortürme von einem ursprünglich rechteckigen Grundriss in einen Grundriss mit vorspringenden Halbrundungen umgebaut. Die derzeitige Rekonstruktion der Porta Praetoria entspricht nicht mehr dem aktuellen Forschungsstand: das Bauwerk war in der Realität ein Stockwerk höher, die Abstände zwischen den Zinnen waren weiter und Türme und Mauern waren mit einem Gesimse versehen. Das Kastell bestand möglicherweise bis in die Zeit des Aurelians (270–275) und dessen Aufgabe der dakischen Provinzen.

Steinkastell
Schematischer Grundriss des Steinkastells
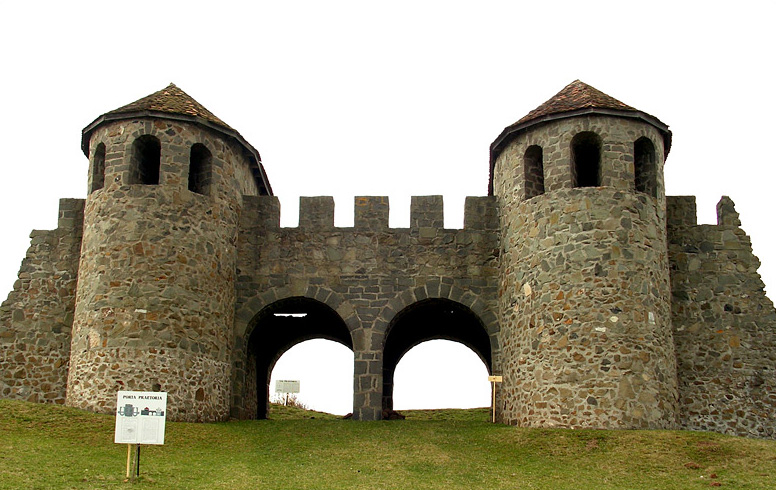
Veraltete Rekonstruktion der Porta praetoria
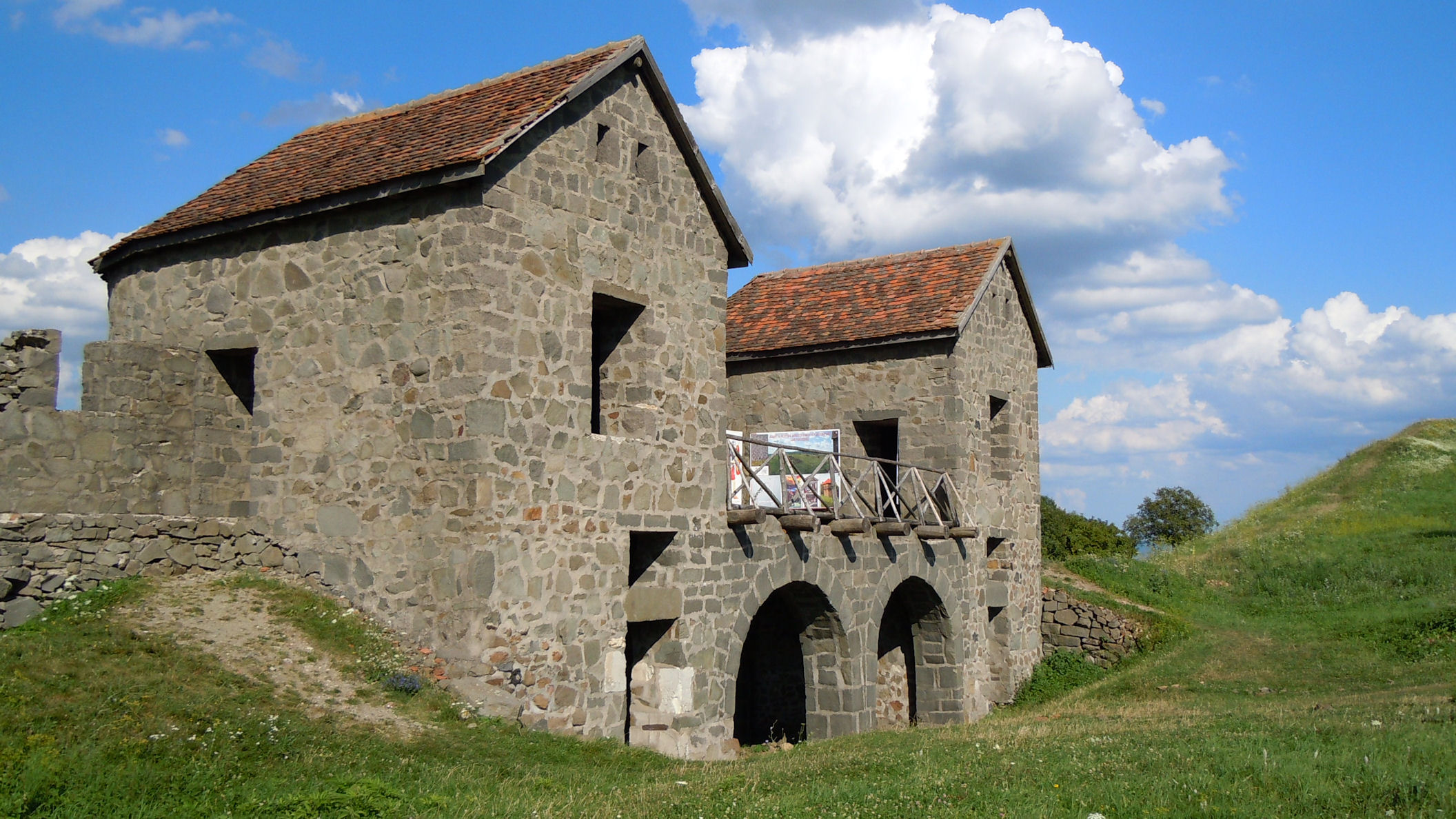
Innenansicht der Porta praetoria
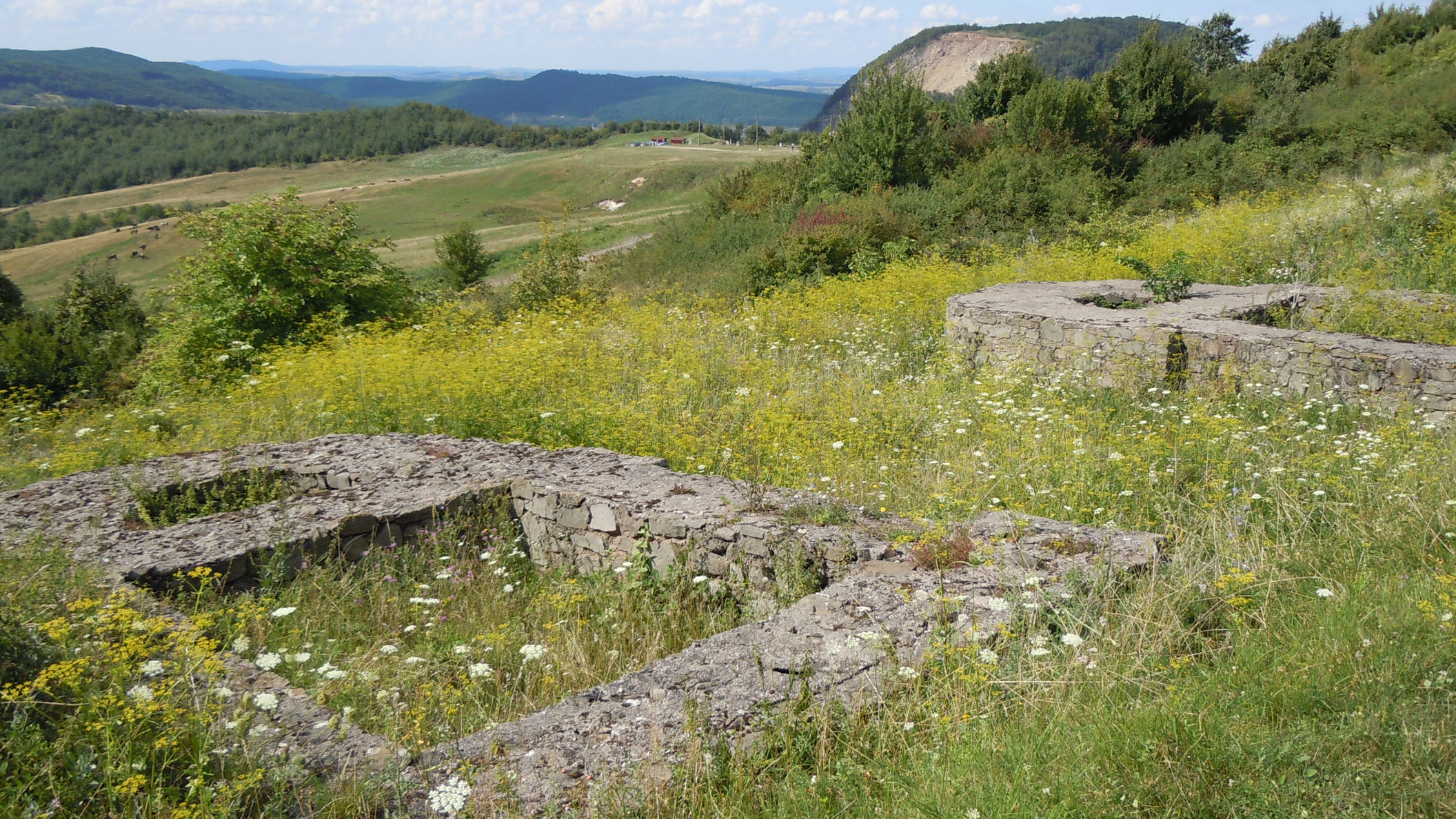
Porta principalis sinistra

##### Principia
Die erste Bauphase der Principia gehört der Zeit des Holz-Erde-Kastells an, die Principia weisen aber insgesamt sieben Bau-, Reparatur- und Erweiterungsphasen auf. Sie hatten anfänglich einen rechteckigen Grundriss von 29 m mal 30 m (870 m²). Ihre Mittelachse liegt nicht in der Symmetrieachse des Kastells (Via praetoria/Via decumana), sondern ist leicht in das latus dextrum (rechte Kastellhälfte) verschoben. Von der Grundfläche entfallen theoretisch 15 m mal 30 m (450 m²) auf das Atrium. Aber da zum einen die Pflasterung des Hofes nicht überall bis zu seiner Nordmauer vorhanden ist und zweitens in der Nordostecke zwei Räume auf der theoretischen Hoffläche identifiziert werden konnten, wird davon ausgegangen, dass die effektive Fläche des Atriums nur 9,5 m mal 30 m (285 m²) betragen hat. Weitere 7,5 m mal 29,0/30,0 m (217,5 m²/225,0 m²) entfallen auf die Basilica. Im hinteren Teil befinden sich sechs Räume, zwei rechts und drei links des Fahnenheiligtums (Aedes). Alle Böden dieser rückwärtigen Räume waren mit Opus signinum bedeckt. Der Eingang zum Fahnenheiligtum wurde von zwei Statuen flankiert, deren rechteckige Basen freigelegt werden konnten.
In späteren Bauphasen wurde die Innenwand der Basilica zum Atrium hin mit Pilastern oder Säulen versehen. Ferner baute man sowohl im Inneren als auch von außen mehrere Räume an, wodurch der Gebäudekomplex den Grundriss eines unregelmäßigen Polygons erhielt. In den Räumen der südöstlichen Seite fand man die Spuren eines Hypokaustums.

Principia
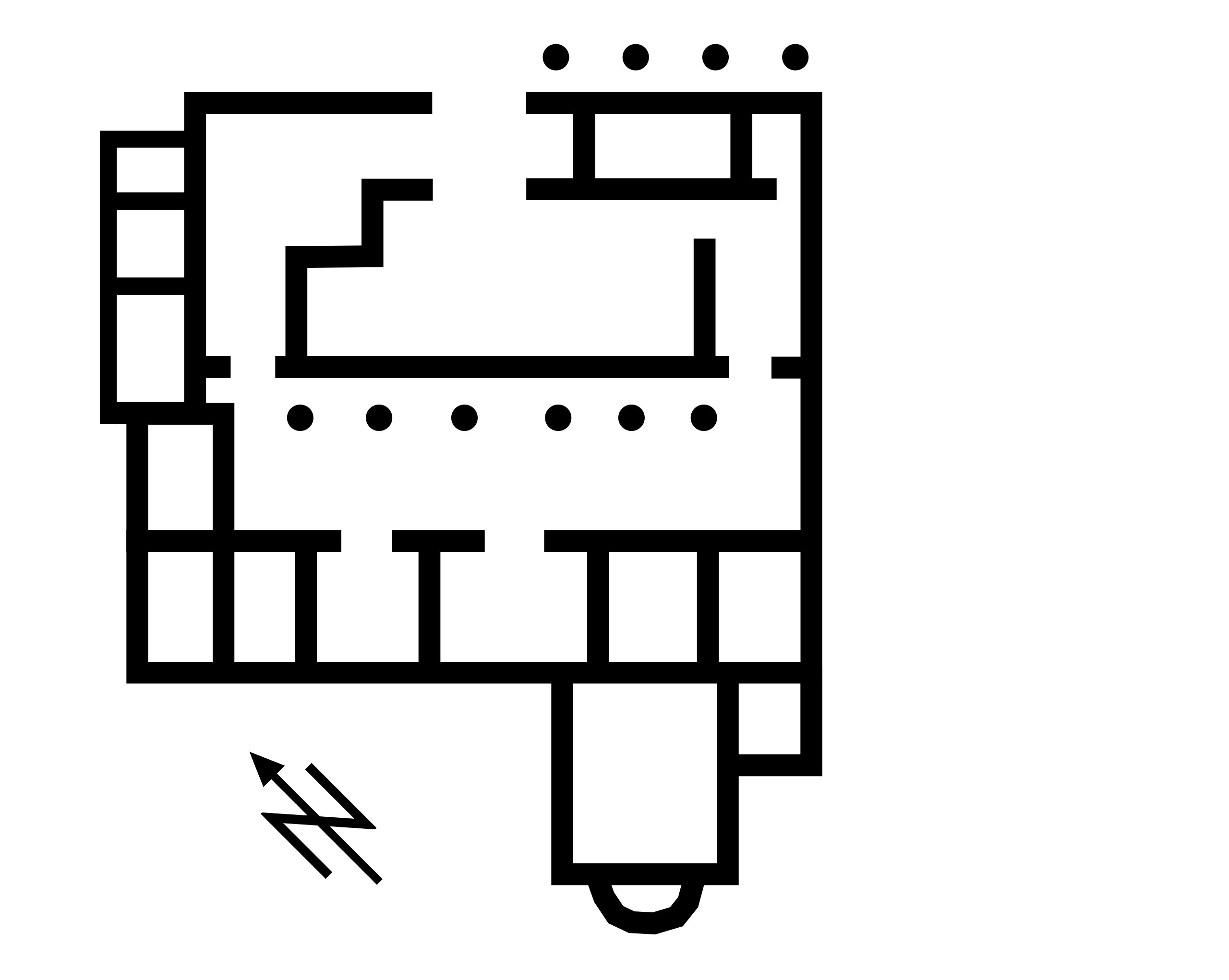
Schematischer Grundriss der Principia
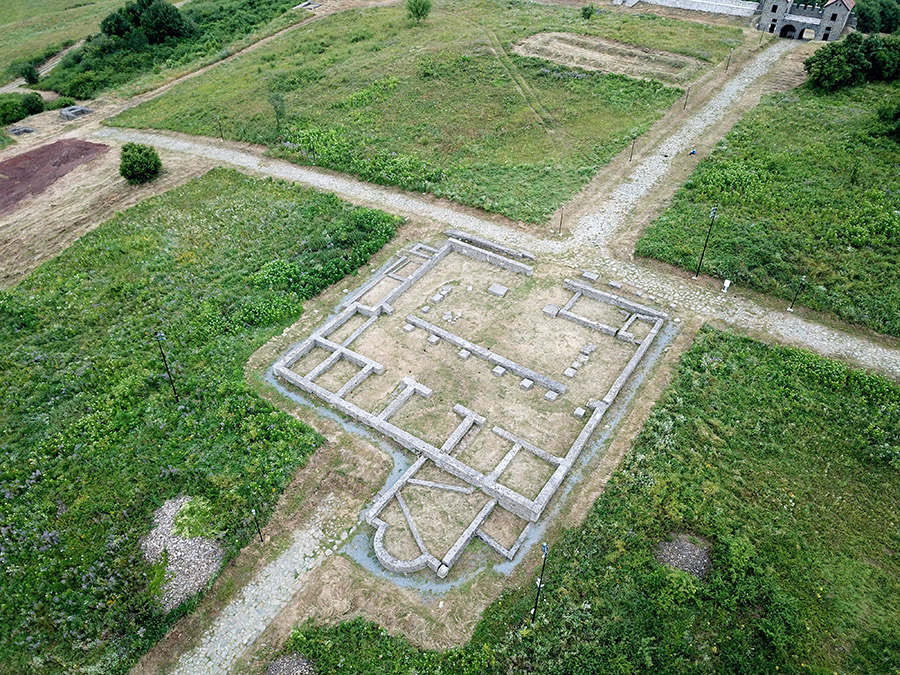
Drohnenaufnahme bei Rekonstruktionsarbeiten 2009
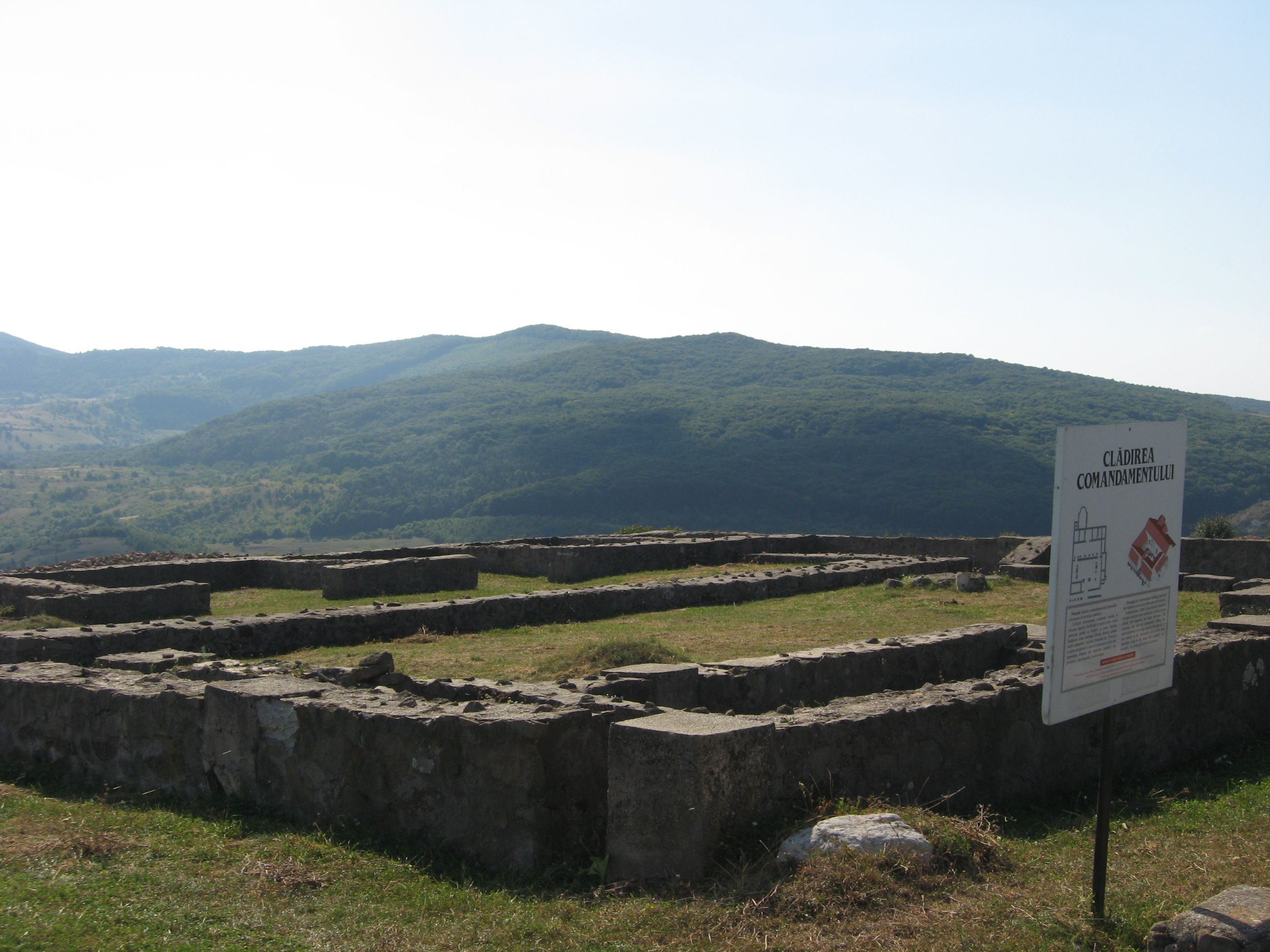
Zustand 2011
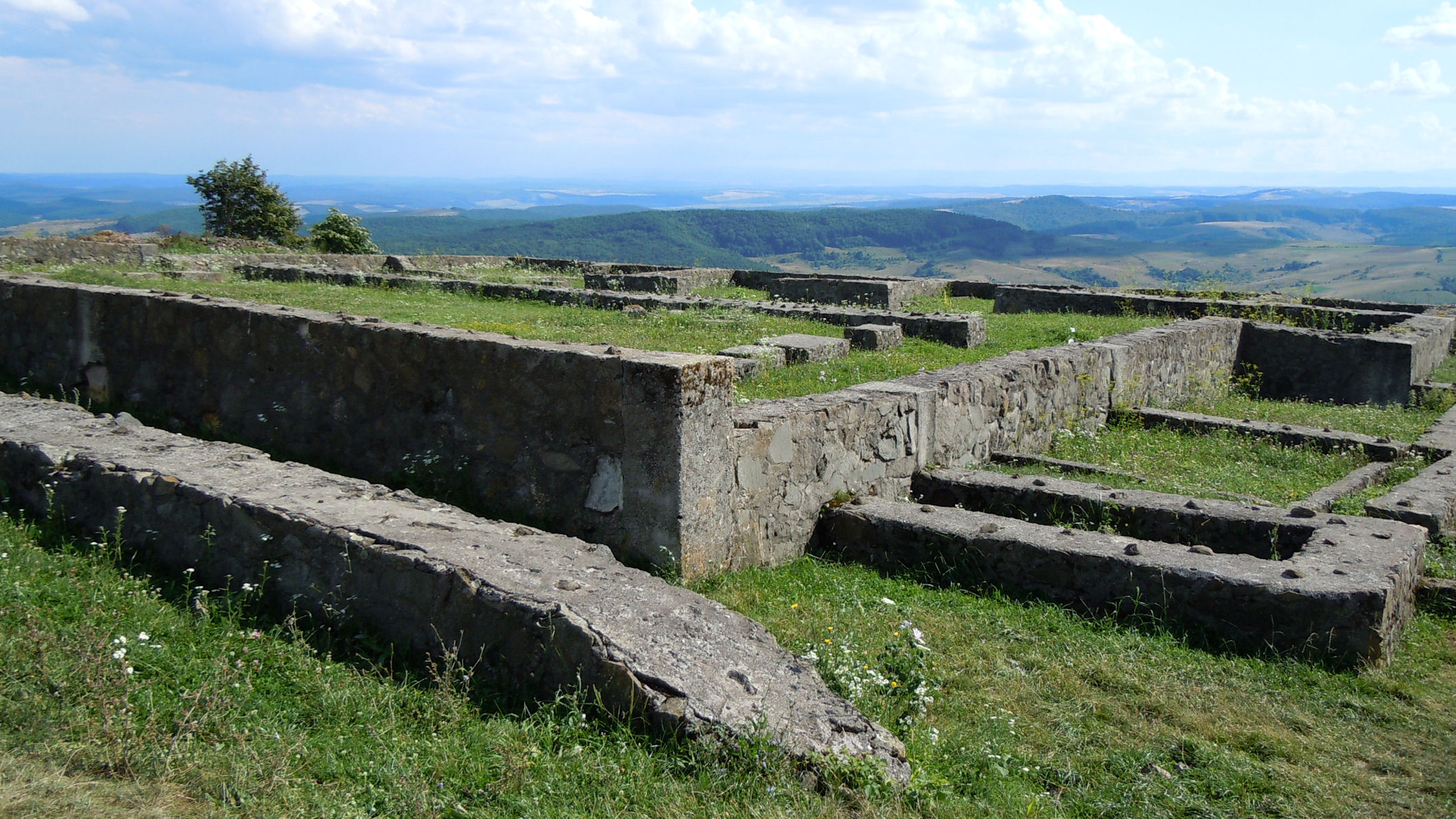
Zustand 2011

##### Praetorium oder Praetoria?
Ein großes Gebäude im latus dextrum, das so genannte Gebäude „C 2“, unmittelbar südlich der Via principalis dextra gelegen, wird im Allgemeinen als Praetorium (Wohnung des Kommandanten) angesprochen. Mit seinen Abmessungen von 35 m mal 57 m (1995 m²) ist es erheblich größer als die Principia. Der Zugang erfolgt durch eine sich längs der Via principalis erstreckende Portikus. Der offene Innenhof ist von einem Stylobat umgeben, der für eine weitere Portikus in diesem Bereich spricht. Der langgestreckte Hof ist von Raumreihen flankiert und wird nach vorne durch eine lange Raumflucht mit dem Zugang, der rechts und links von sechs Räumen flankiert ist, abgeschlossen. Die bisherigen Untersuchungen waren relativ dürftig und es kann noch nicht einmal mit Sicherheit gesagt werden, ob es sich bei diesem Gebäudekomplex tatsächlich um das Praetorium handelt. Ein Hintergrund hierfür ist auch, dass sich längs der Via principalis außer den Principia insgesamt gleich drei große und repräsentative Gebäude ähnlicher Bautypen befinden.
Die beiden anderen liegen im Latus sinistrum und wurden mit „C 4“ und „C 5/7“ bezeichnet. Auch bei ihnen könnte es sich um Praetoria handeln, es wurde ihnen aber auch schon andere Funktionen zugewiesen (Valetudinarium und Fabrica, siehe weiter unten). Felix Marcu bemerkt hierzu ganz pragmatisch, dass in einem Militärlager, in dem mehrere Einheiten stationiert gewesen seien, auch mehrere Kommandanten hätten untergebracht werden müssen. Natürlich sei es denkbar, dass diese sich das große Gebäude „C 2“ geteilt hätten, aber da es sich schließlich um die Privatgemächer der Kommandanten (und ihres Anhangs) gehandelt habe, vermisse er in diesem Gebäude Abgrenzungen, die eine gewisse Privatsphäre gewährleistet hätten. Insgesamt seien aber auch die Ausgrabungen in diesen Bereichen so schmalräumig gewesen, dass man nicht sicher sein könne, ob die aufgrund derer entwickelten Rekonstruktionen tatsächlich die Realitäten widerspiegeln würden.

##### Valetudinarium (?)
Das oben genannte Gebäude „C 4“ wurde untere anderem (neben Fabrica und Lagerhaus) auch als Valetudinarium angesprochen, was laut Marcu die wahrscheinlichste unter den Interpretationen sein könnte, da seine baulichen Strukturen einem Lazarett am ehesten entsprächen. Typisch für ein Valetudinarium seien vor allem die zwischen den potentiellen Krankenzimmern eingefügten Korridore. Sie gelten als typisch für Lazarette und wurden erstmals 1904 von Constantin Koenen in Novaesium beschrieben. Mit seinen Abmessungen von 28 m mal 34 m (952 m²) ist das mögliche Valetudinarium deutlich größer als vergleichbare Lazarettbauten römischer Kastelle. Aber auch bei der Beurteilung dieses Gebäudes gelten die bereits oben gemachten Einschränkungen aufgrund der flächenmäßig nur sehr begrenzten Grabungen. Medizinische Werkzeuge wie Operationsinstrumente, Pinzetten und Platten zur Salbenzubereitung sind in Porolissum zwar gefunden worden, konnten aber nicht eindeutig diesem Gebäude zugeordnet werden, sondern stammen aus anderen oder unbekannten Bereichen.

##### Fabrica (?)
Die bezüglich des Praetoriums und des Valetudinariums angesprochenen Problem gelten auch für das letzte und kleinste Gebäude in der Bauflucht südlich der Via principalis, das Gebäude „C 5/7“. Die ergrabenen Befunde sind zu kleinflächig und das Fundmaterial ist zu marginal, um einen wirklichen Beweis führen zu können. Auch andere Gebäude im Lager wurden als potentielle Fabricae angesprochen, auf ähnlich mangelhafter Grundlage. Letztendlich muss die Frage nach der Funktion dieses Bauwerks offen bleiben.

##### Trinkwasser und Lebensmittelversorgung
Die Wasserversorgung in einer quellenlosen Höhenlage setzte die Anlage von Brunnen und/oder großen Zisternen voraus. Eine solche Zisterne konnte in der Praetentura sinistra (vordere linke Lagerhälfte) identifiziert werden. Sie wurde außen von Strebepfeilern stabilisiert. Ihre Innenmaße betrugen 6,0/6,4 m mal 27,0 m bei einer Eintiefung von 2,0/2,5 m. Dies entspricht einem Speichervolumen von 324.000 bis 432.000 Litern Wasser. Ein unterirdisches, innen 7,5 m mal 25 m (= 187,5 m²) messendes Gebäude westlich der Principia war zunächst aufgrund zweier Relieffunde der Gottheit Mithras als mögliches Mithräum angesprochen worden. 2011 stellte es sich dann im Laufe der Untersuchungen durch das deutsch-rumänisch-ungarische Forschungsprojekt heraus, dass es sich tatsächlich um eine weitere Zisterne handelte, die noch einmal um die 400.000 Liter aufgenommen haben könnte.
Ähnlich wichtig wie die Trinkwasserversorgung war bei der Größe des Kastells und in Anbetracht des Umstands, dass auch noch zahlreiche Außenposten versorgt werden mussten, natürlich die Versorgung mit Nahrungsmitteln. Zu diesem Zweck gab es insgesamt vier Horrea und Lagerhäuser, die solide fundamentiert und mit Strebepfeilern stabilisiert waren. Das größte Horreum wies mit seinen Abmessungen von 15,4 m mal 50,0 m eine Lagerfläche von 780 m² auf.

#### Truppen
Die Bedeutung der Garnison Porolissum zeigt sich, abgesehen von ihrer Größe auch an der hohen Anzahl verschiedener Truppenkontingente, die dort stationiert waren. Darunter befinden sich die Vexillationen von einigen Legionen sowie zahlreiche Auxiliartruppen. Nicht alle der umfangreichen epigraphischen Funde weisen zwangsläufig auf eine Stationierung der genannten Verbände hin. Sie können auch durch Boten, Durchreisende etc. dorthin gelangt sein. Hier sind daher nur die Einheiten aufgeführt, deren Anwesenheit in Porolissum, sei es als Bautrupp oder als kämpfender Verband, als sicher angenommen wird.

##### Legionsvexillationen
- Die Legio III Gallica[15] war eine alte Legion, die schon im Jahr 49 v. u. Z. von Gaius Iulius Caesar vermutlich im südlichen Gallien ausgehoben worden war. Laut der oft unzuverlässigen Historia Augusta hat sie an den Gotenkriegen des Decius (249–251) teilgenommen, was ihre Anwesenheit in Dakien, wo sie normalerweise nicht stationiert war, erklären würde. Die in Porolissum gefundenen Ziegelstempel wurden allerdings auf den Zeitraum 195–235 datiert.[44]

- Die Legio IIII Flavia Felix war im Jahr 70 u. Z. von Vespasian aufgestellt worden. Sie hatte schon an den Dakerkriegen des Domitian in den Jahren von 85 bis 89 und an der ersten Schlacht von Tapae (im Jahr 88) teilgenommen. Anschließend wurde sie bis 101 in Singidunum in der Provinz Moesia superior, unmittelbar am südlichen Donauufer stationiert, bis sie in beiden trajanischen Dakerkriegen (101/102 und 106) wieder aktiv wurde und auch an der zweiten Schlacht von Tapae (101) teilnahm. Danach verblieb sie in Dakien, wo sie mit verschiedenen Aufgaben betraut war, bis sie 118 von Hadrian abgezogen und zunächst wieder in Singidunum stationiert wurde. Von 162 bis 166 wurde sie in den Osten des Reiches verlegt, wo sie am Partherkrieg des Lucius Verus (161–166) beteiligt war. Die Jahre 166 bis 180 sahen sie wieder im Donauraum, wo sie an den Markomannenkriegen Marc Aurels (161–180) teilnahm. Die epigraphischen Zeugnisse aus Porolissum lassen auf ihre Anwesenheit dort in den Jahren 101 bis 118 schließen.[44][45]

- Die Legio V Macedonica[17] war eine alte octavianische Legion, die schon im Jahr 43 v. u. Z. ausgehoben worden war. In unserem Betrachtungszeitfenster und regionalem Rahmen befand sich ihr Hauptquartier zunächst in Oescus, unmittelbar am südlichen Donauufer in der Provinz Moesia inferior. In der Vorbereitungsphase des ersten trajanischen Dakerkrieges war sie am Bau der Trajansbrücke in Drobeta beteiligt, nahm an beiden Kriegen teil und wurde nach deren Ende in Troesmis (Moesia inferior) stationiert. Wiederholt wurden Vexillationen oder die ganze Legion zu militärischen Operationen in die orientalischen Provinzen des Imperiums und auch ins Bosporanische Reich, auf die Krim abkommandiert. Um 170 schließlich bezog sie ein neues Hauptquartier in Potaissa in der Provinz Dacia Porolissensis. Von dort aus beteiligte sie sich an den Abwehrkämpfen gegen Jazygen, Sarmaten, Markomannen, Quaden, Karpen, Vandalen und Goten, wobei sie sehr erfolgreich war und sich zahlreiche Ehrennamen und Titel erwarb. Nach der Räumung Dakiens unter Aurelian wurde sie wieder an ihrem alten Standort in Troesmis, diesmal in der neugebildeten Provinz Dacia ripensis stationiert. In Porolissum ist die Anwesenheit einer ihrer Vexillationen epigraphisch für den Zeitraum 171 bis 270 nachgewiesen.[46]

- Die Legio VII Gemina Felix[18] wurde im Jahr 68 u. Z. in der Provinz Hispania citerior ausgehoben und war auf verschiedenen Seiten an den Wirren des Vierkaiserjahres beteiligt. Von etwa 74 bis zur Spätantike befand sich ihr Hauptquartier auf der Iberischen Halbinsel, wo in den 80er Jahren der spätere Kaiser Trajan ihr Kommandant war. Unabhängig von ihrem Stammlager waren ihre Vexillationen reichsweit (Britannien, Germanien) im Einsatz, was einmal mehr von der extrem hohen Mobilität des Exercitus Romanus (Römisches Heer) zeugt und auch die hohe Anzahl ihrer Ziegelstempel in Porolissum erklärt. Dort ist sie für den Zeitraum 213 bis 217 epigraphisch bezeugt.[44]

- Die Legio XIII Gemina[19] (106–114) war eine Traditionslegion, die möglicherweise schon im Jahr 57 v. u. Z. in Caesars Gallischem Krieg, spätesten aber 41/40 v. u. Z. unter Octavian im Römischen Bürgerkrieg (44-31) aufgestellt worden war. Sie nahm an beiden Dakerkriegen Trajans teil und verblieb anschließend als Besatzungsmacht in Dakien, wo sie das Legionslager Apulum (das heutige Alba Iulia) bezog, ihre Vexillationen aber auch an vielen anderen Standorten innerhalb des Landes, insbesondere an den Außenposten einsetzte. Ab der zweiten Hälfte des zweiten Jahrhunderts war sie an Abwehrkämpfen gegen Jazygen, Sarmaten und Vandalen beteiligt, ihre Vexillationen wurden aber auch immer mal wieder zu Militäroperationen im Osten des Reiches eingesetzt. Unter Philippus Arabs (244–249) wurde sie zeitweise nach Aquileia verlegt, unter Gallienus (260–268) begann ihr sukzessiver Abzug aus Dakien. Nach der Räumung des Landes durch Aurelian (270–275) wurde sie nach Ratiaria in der neuen Provinz Dacia ripensis verlegt. Aber auch am nördlichen Donauufer bestanden noch römische Brückenköpfe, so ist eine ihrer Vexillationen in den Jahren zwischen 275 und 305 im Kastell Desia nachgewiesen. In der Diokletianischen Heeresreform, die erst unter Konstantin I. abgeschlossen wurde, wurde sie in fünf Legionen aufgeteilt, die unter anderem in Ratiaria und im Kastell Orșova stationiert und dort dem Dux Daciae ripensis unterstellt waren. In Porolissum ist die Anwesenheit ihrer Vexillation für den Zeitraum von 106 bis 270 nachgewiesen.[44]

##### Auxiliartruppen
- Die Cohors I Augusta Ituraeorum sagittariorum (quingenaria)[20] war eine Cohors quingenaria (Bogenschützeneinheit mit einer Sollstärke von 480 Mann), die spätestens im Vierkaiserjahr im Gebiet von Ituräa, im Norden des römischen Palästinas aufgehoben worden war und zunächst in der Provinz Syria stationiert wurde. Noch unter Vespasian (69–79) wurde sie in die Provinz Pannonia verlegt. 106 nahm sie am zweiten Dakerkrieg teil und verblieb danach in der neuen Provinz. Außer in Porolissum sind ihre Inschriften noch im Kastell Călugăreni vertreten.[47] In Porolissum ist sie für einen Zeitraum oder Zeitpunkt zwischen 201 und 270 belegt. Nach ihrer dakischen Zeit ist nichts mehr von ihr bekannt.

- Der Nachweis der Cohors I Cannanefatium[21] in Porolissum ist ein wenig problematisch. Die meisten ihrer Ziegelstempel stammen aus dem benachbarten Kastell Tihău, wo sie wohl irgendwann im Zeitraum zwischen 117 und 270 stationiert war. Nur ein Stempel kann definitiv Porolissum zugeordnet werden und wird auf einen Zeitpunkt/-raum zwischen 201 und 270 datiert.[45] Die Kohorte war eine Cohors quingenaria, die zu einem unbekannten Zeitpunkt im Gebiet der germanischen Cananefaten ausgehoben worden war. Nach ihrem Einsatz in der Dacia Porolissensis verlieren sich ihre Spuren.

- Die Cohors I Hispanorum equitata (quingenaria)[22] war eine teilberittene Kohorte mit einer Sollstärke von rund 600 Mann, bestehend aus 480 Infanteristen und 120 bis 128 Reitern.[48] Sie war bereits im ersten Jahrhundert in der Provinz Hispania Tarraconensis ausgehoben worden und in flavischer Zeit in der Germania inferior stationiert. Anschließend gelangte sie in die Moesia superior, von wo aus sie an den trajanischen Dakerkriegen teilnahm, um anschließend in dem eroberten Gebiet zu verbleiben. Dort ist sie, außer in Porolissum (zwischen 201 und 270), auch in den Kastellen Buciumi (107 bis 150), Românași und Arcobara (beide 201 bis 270) epigraphisch belegt. Nach ihrem Dakienaufenthalt gibt es keine weiteren Belege ihrer Existenz.

- Die Cohors I Ituraeorum sagittariorum (quingenaria)[23] war wie die eingangs genannte Cohors I Augusta Ituraeorum eine 480 Mann starke Bogenschützeneinheit aus Ituräa. Dort war sie im ersten Jahrhundert ausgehoben worden und wurde anschließend in Syria eingesetzt. Von ihr ist nicht viel bekannt, auch nicht wann sie nach Porolissum gekommen ist. Dort hat sie sich ausweislich von Ziegelstempeln irgendwann im Zeitraum zwischen 201 und 270 aufgehalten. Auch im nahegelegenen Kastell Romita ist sie belegt, war dort aber wohl schon Mitte des zweiten Jahrhunderts abgelöst worden.[44]

- Die Cohors I Ulpia Brittonum equitata (milliaria)[24] war eine teilberittene Kohorte mit einer Sollstärke von rund 1040 Mann, bestehend aus 800 Infanteristen und 240 bis 248 Reitern. Sie war spätestens in flavischer Zeit in der Provinz Britannia ausgehoben und dort einige Zeit lang stationiert worden. Unter Domitian wurde sie in den Donauraum verlegt. Zu Anfang des zweiten Jahrhunderts konnte sie als Teil der Römischen Streitkräfte in Moesia nachgewiesen werden. In Porolissum ist sie vom zweiten bis zum dritten Jahrhundert immer wieder belegt worden. Unter anderem war sie dort ausweislich einer Bauinschrift von 128/129 am Bau der Porta principalis sinistra beteiligt und nahm an den Markomannenkriegen teil.[49][50] Im Laufe der Zeit wurde die Kohorte mit zahlreichen Ehrennamen und Titeln dekoriert: Ulpia (Die Ulpische, nach dem Familiennamen Trajans), Aurelia (die Aurelische, nach Mark Aurel), Antoniana (die Antonianische, nach Caracalla oder Elagabal), torquata (mit Torques ausgezeichnet), civium Romanorum (mit dem römischen Bürgerrecht ausgestattet) und pia fidelis (loyal und treu). Nach ihrer Stationierung in Dakien bzw. dem römischen Rückzug von dort wurde sie in die Provinz Noricum verlegt, wo sich ihre Spur im Laufe des dritten Jahrhunderts verliert.[44]

- Die Cohors II Britannorum equitata (milliaria)[25] war ähnlich strukturiert wie die Cohors I Ulpia Brittonum und ebenfalls hoch dekoriert. Wie diese war sie ein kombinierter infanteristisch/kavalleristischer Verband von 1040 Mann Sollstärke, der im ersten Jahrhundert in Britannien ausgehoben worden war. Spätestens in domitianischer Zeit wurde sie in die Provinz Germania inferior verlegt, bevor sie spätestens im Jahr 100 nach Dakien kam. Dort erbaute sie die Kastelle Samum und Arcobara bevor sie das Kastell Romita bezog und zu ihrem Hauptquartier machte. In Romita ist sie für die Zeitspannen 138 bis 161 und 211 bis 235 nachgewiesen, in Porolissum für 138 bis 161. Außerdem fanden sich noch zwei Inschrifte im Kastell Românași, die aber nicht für eine dauerhafte Anwesenheit dort sprechen. Im Laufe ihrer Dienstzeit errang sie die Ehrennamen Antoniniana und Severiana (die Severianische, nach Severus Alexander), wurde mit dem civium Romanorum ausgestattet und mit dem Attribut pia fidelis ausgezeichnet. Ihr letzter epigraphischer Nachweis stammt aus der ersten Hälfte des dritten Jahrhunderts, danach verliert sich ihre Spur.[44]

- Über die Cohors III Campestris (civium Romanorum) Antoniniana[26] ist nur wenig bekannt. Sie war eine reine Infanteriekohorte mit einer Sollstärke von 480 Mann. Die Region ihrer Herkunft ist nicht bekannt, über ihren Namen gibt es nur eine Vermutung und zu dem Beinamen civium Romanorum unterschiedliche Auffassungen.[51] Der Beiname Antoniniana ist ein Ehrenname, den ihr der Kaiser Caracalla 213 verlieh.[52] Klar ist, dass sie vor ihrer Ankunft in Dakien in der Moesia superior stationiert war, von wo aus sie vermutlich an beiden Dakerkriegen des Trajan teilnahm. Anschließend verblieb sie zunächst in der neuen Provinz. Ausweislich von Militärdiplomen war die Kohorte von spätestens 129 bis längstens 179 noch einmal in Moesien, wo sie eine Inschrift in Viminatium hinterließ. Ab 179 ist sie wieder in Dakien belegt. Dort ist sie für ihren gesamten Aufenthaltszeitraum an verschiedenen Orten nachweisbar, so in Drobeta und dem am anderen Donauufer liegenden Kastell Pontes (vermutlich vor 129);[53] aber auch in Porolissum ist sie durch mehrere Inschriften für den Zeitraum zwischen 212 und 244 belegt. Unter diesen Erwähnungen befindet sich auch die Ehrentitelverleihung. Die letzte Erwähnung in Porolissum ist auch die letzte Erwähnung der Truppe überhaupt.[44]

- Die Cohors III Delmatarum equitata (milliaria)[27] war eine teilberittene Kohorte mit einer Sollstärke von rund 1040 Mann. Sie war im ersten Jahrhundert mit Rekruten aus dem illyrischen Stamm der Delmater oder Dalmater in der römischen Provinz Dalmatia ausgehoben worden und spätesten ab der flavischen Zeit in der Provinz Germania superior stationiert gewesen. Ihre Auszeichnungen bestanden aus den Ehrennamen Alexandriana (Die Alexandrianische, bezogen auf Severus Alexander) und Valeriana Gallienae (Die Valerianische Gallienische, bezogen auf Valerian und Gallienus), der Ausstattung mit dem römischen Bürgerrecht und dem Attribut pia fidelis. Nach Dakien wurde sie spätestens 179 verlegt. Dort ist sie an den Standorten Mehadia und Porolissum belegt. An beiden Orten war sie bis zum Beginn der zweiten Hälfte des dritten Jahrhunderts, ihre letzte epigraphische Erwähnung stammt aus Mehadia und wird in die Jahre 253/260 datiert.

- Die Cohors V Lingonum[28] war eine rein infanteristische Einheit von 480 Mann, die zu einem unbekannten Zeitpunkt im Stammesgebiet der Lingonen in der Provinz Gallia Belgica aufgestellt worden war. Sie trug die Ehrennamen Antoniniana und Philippiana (nach Philippus Arabs). Epigraphisch ist sie für das zweite und die erste Hälfte des dritten Jahrhunderts ausschließlich in Porolissum belegt. Ihre letzte Erwähnung dort datiert auf die Jahre 244/249.[44]

- Die Cohors VI Thracum veterana (equitata)[29] war eine teilberittene Kohorte mit 480 Infanteristen und 120 Reitern, die im ersten Jahrhundert aus dem Volk der Thraker in der Provinz Thracia aufgestellt worden war. Nacheinander war sie in Britannien, Germanien und Pannonien (wo sie mit dem Attribut veterana im Sinne von „altgedient“ versehen wurde), stationiert. In domitianischer Zeit wurde sie in die Moesia superior verlegt, von wo aus sie vermutlich an den trajanischen Dakerkriegen teilnahm. Anschließend blieb sie in der Dacia Porolissensis, wo sie im Kastell Românași, im Kastell Romita und in Porolissum nachgewiesen ist. Ihre Anwesenheit dort wird epigraphisch auf das dritte Jahrhundert datiert.[44]

- Der Numerus Palmyrenorum Porolissensium[30] war ein wohl aus Bogenschützen bestehender Teil eines Truppenkontingents, das in Palmyra in der Provinz Syria ausgehoben worden und vermutlich von Hadrian um 117/118 nach Dakien verbracht worden war, um die Jazygen zu bekämpfen. Nach Ende des Konflikts sind die Vexillationen dieses Kontingents auf Tibiscum, Porolissum und wahrscheinlich Pons Augusti verteilt und noch vor 159/160 in die Numeri Numerus Palmyrenorum Tibiscensium, Numerus Palmyrenorum Porolissensium und Numerus Palmyrenorum O - - - umgewandelt worden.[54] Für den Numerus liegen in Porolissum einige epigraphische Zeugnisse vor, die jedoch nicht alle genau verortet werden konnten. Dadurch ist in der rumänischen Archäologie (zumindest zwischenzeitlich) darüber diskutiert worden, ob diese Einheit nun ausschließlich dem Kastell auf dem Pomet zugewiesen werden müsse, oder ob auch das auf dem Citera als Standort in Frage käme (siehe dazu auch weiter unten im Abschnitt Kastell Moigrad – Citera). Ihr letzter Beleg wird auf das Jahr 251 datiert.

Felix Marcu vertritt zusammenfassend die Ansicht, dass es sich nur bei den Cohortes I Ituraeorum, I Ulpia Brittonum, II Britannorum, III Campestris, V Lingonum und VI Thracum um wirkliche Stammeinheiten Porolissums gehandelt habe, während alle andere nur temporär und/oder reduziert vor Ort präsent gewesen seien.
Eine im Kontext Porolissums gelegentlich genannte Cohors II Dacorum mag zwar (unter anderem auch) im Gebiet der Dacia Porolissensis ausgehoben worden sein, wurde aber in der Provinz Moesia inferior aufgestellt und anschließend im Osten des Reiches eingesetzt. Es fehlen jegliche Belege dafür, dass sie in Porolissum stationiert gewesen sein könnte. Dies würde auch der römischen Praxis widersprochen haben, Auxiliartruppen nicht „heimatnah“ einzusetzen.
Von großem Interesse sind in Porolissum gefundene Militärdiplome, die einige Auskunft über die Dislozierung des römischen Heeres in Dakien liefern. Solche Diplome liegen für die Jahre 110, 131 und 163/165 vor.

## Vom Vicus zum Municipium

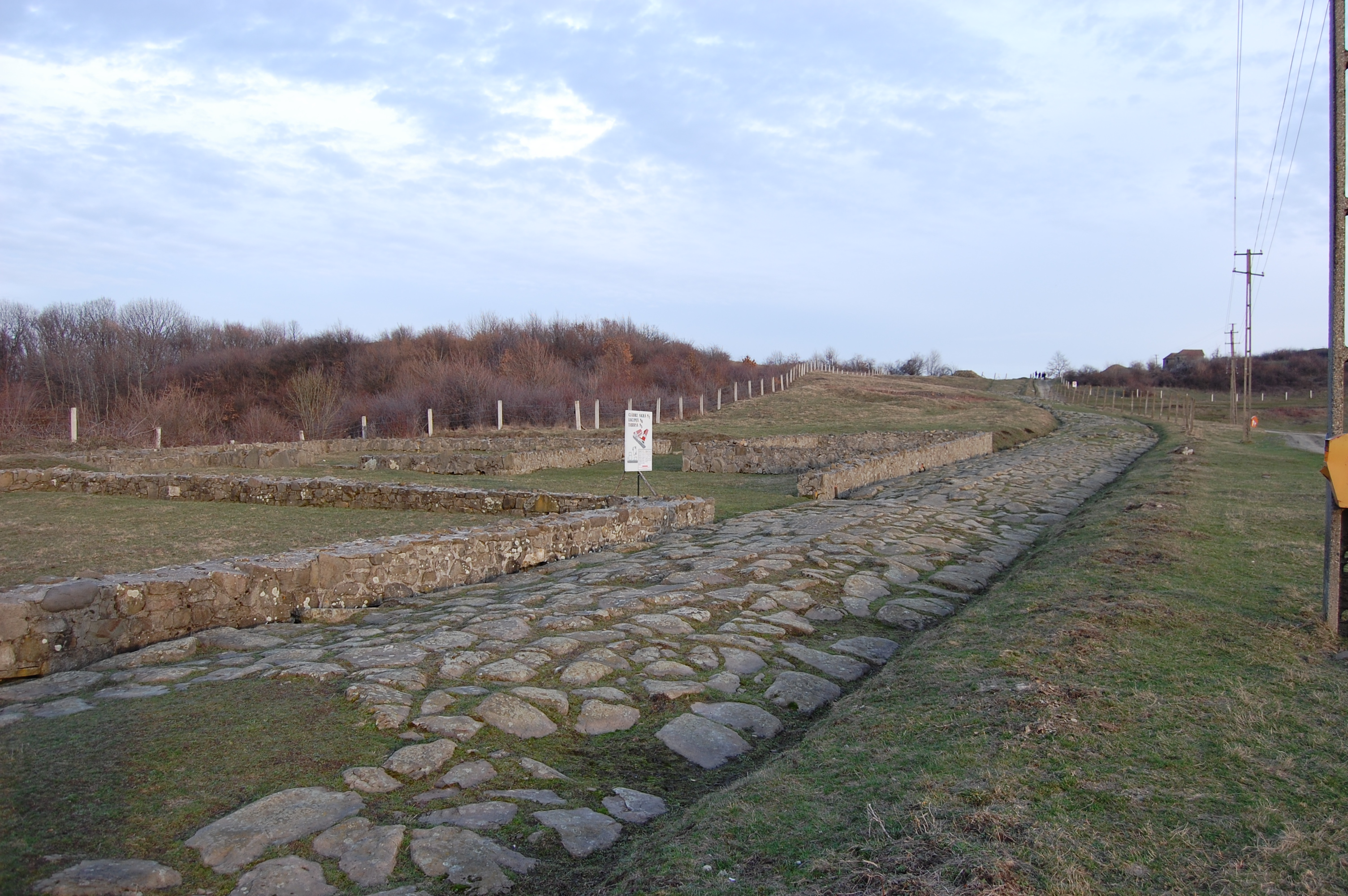
Straße durch den Vicus (2010)

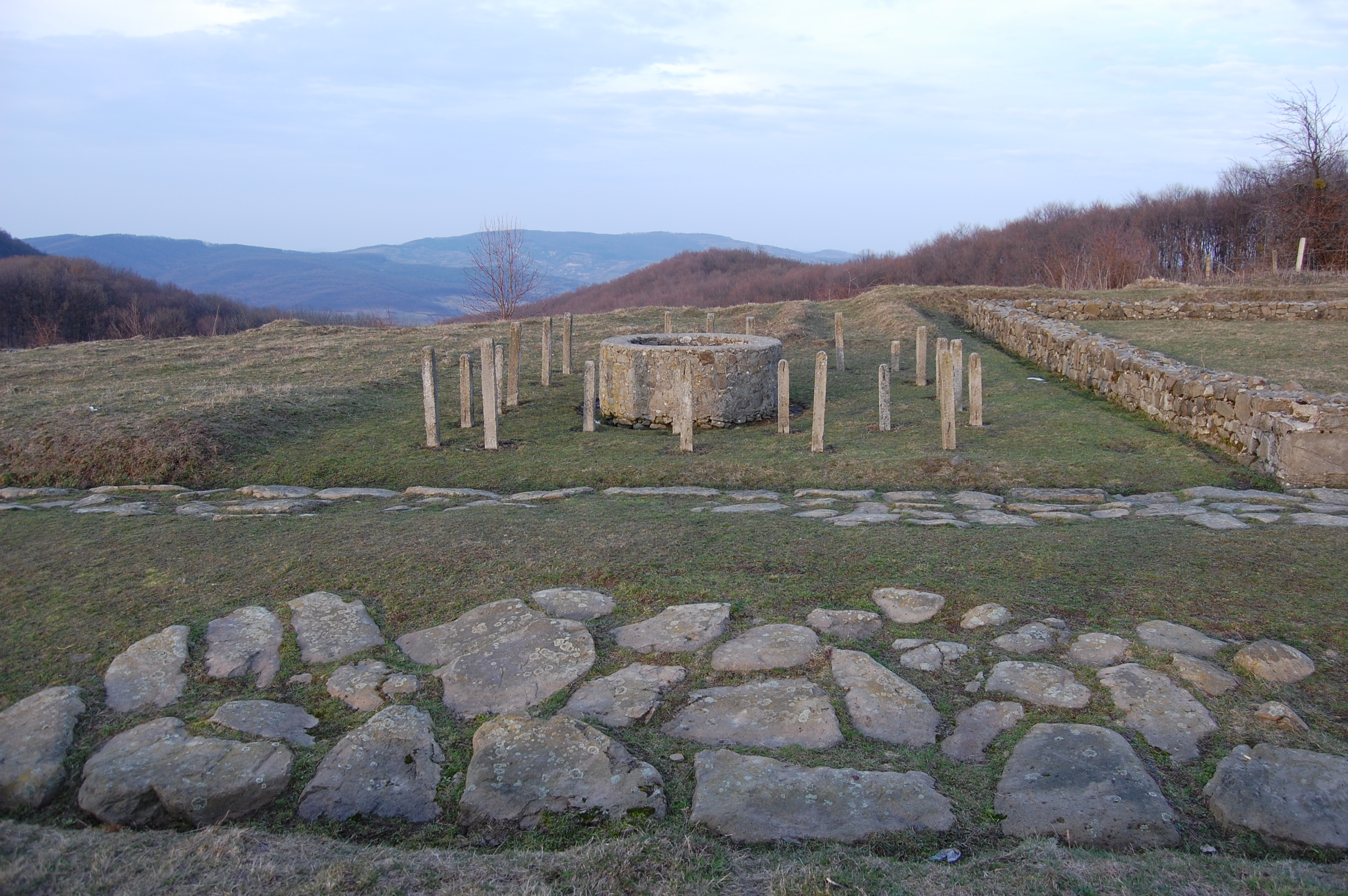
Straße mit Haus und Brunnen

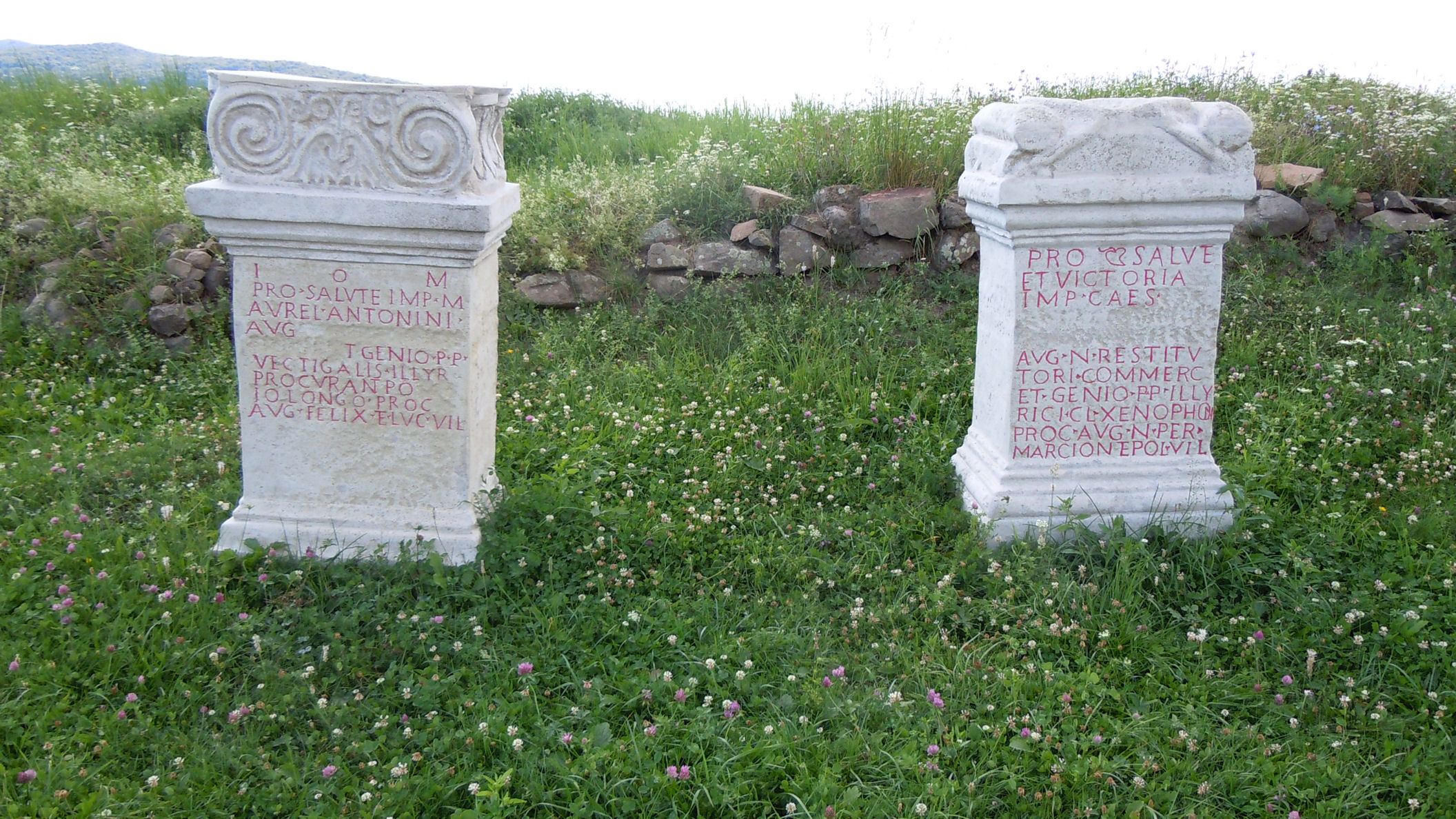
Abgüsse von Inschriftensteinen

Der Vicus von Porolissum entstand ursprünglich unmittelbar vor der Prätorialfront des Kastells. Er erstreckte sich vor dessen östlicher Ecke beginnend ein paar hundert Meter parallel zur Straße in nordöstliche Richtung auf die Grenze zu. Mit zunehmender Prosperität der Siedlung erweiterte diese sich auf breiter Front auch in südöstliche Richtung und südlich des Kastells, gewann dabei mehr und mehr einen urbanen Charakter und wurde zum Verwaltungszentrum der nach ihr benannten Provinz Dacia Porolissensis. Unter Septimius Severus wurde sie zum Municipium Septimum Porolissensis erhoben. Der früher oft auf Grund von Inschriften und Porträts angenommene Besuch des Kaisers Caracalla im Jahr 213 hat hingegen neueren Forschungen zufolge wohl nicht stattgefunden.
Um die Bildung des Vicus zu erleichtern, wurden von den Truppen weite Bereiche des Geländes künstlich aufgeschüttet, so dass ebene Baugrundlagen geschaffen wurden. Schon der ursprüngliche Kern der Siedlung nordöstlich des Kastells umfasste rund fünf Hektar und enthielt neben Wohn- auch Geschäftshäuser und öffentliche bzw. sakrale Anlagen. Im Gegensatz zu anderen Vici dieser Zeit dominieren nicht die typischen Streifenhäuser, sondern es liegt ein breites Spektrum unterschiedlicher Architekturformen vor. Zudem kam es im Laufe der Zeit zu verschiedenen Erweiterungen und Ergänzungen. Viele der Wohnhäuser waren mit Hypokausten ausgestattet, zumindest in einzelnen Räumen. Neben reinen Wohnhäusern gab es kombinierte Wohn- und Geschäftshäuser sowie Tabernae, bei denen sich die reinen Wohnbereiche im hinteren Teil der Gebäude befanden, während die Geschäftsräume im Keller und im Erdgeschoss des vorderen Teils lagen, um der Kundschaft direkten Zugang zu ermöglichen.
Ein weiterer, die Entwicklung des Vicus fördernder Faktor waren die vom Kastell ausgehenden Straßen, die im Laufe der Zeit zum Straßennetz der Stadt erweitert wurden. Zur Zeit seiner höchsten Entwicklung zu Ende des zweiten/Beginn des dritten Jahrhunderts bot die Stadt Platz für bis zu 20.000 Zivilisten, zu denen noch mal rund 5000 Soldaten hinzugerechnet werden müssen. Nach Dumitru Tamba ist Porolissum damit der mit Abstand größte Militärvicus der dakischen Provinzen.
Die Lage Porolissums unmittelbar an der Grenze und die sich dadurch ergebenden ökonomischen Möglichkeiten des grenzüberschreitenden Handels (siehe auch weiter unten im Abschnitt „Grenzmarkt Sub Ferice“) führten dazu, dass sich der Ort zu einem Produktionszentrum entwickelte, in dem Töpferöfen und Hinweise auf Glasproduktion entdeckt wurden was nicht unwesentlich zu seinem Wachstum beigetragen haben mag. Die Untersuchungen zu diesem wirtschaftshistorischen Aspekt stehen aber erst am Anfang.
Die Basis für die Bevölkerungsentwicklung des Vicus war natürlich das Militärlager, in dem immer bis zu vier verschiedenen Einheiten unterschiedlichster Herkunft (Römer, Vorderasiaten, Briten, Iberer, Gallier, Germanen, Illyrer, Thraker) stationiert waren. Durch diese Situation und die relativ hohe Fluktuation der Truppen verbunden mit dem Grenzhandel, der naturgemäß auch einen sozialen Austausch mit sich brachte, wird sich eine Bevölkerungsstruktur entwickelt haben, die wir heute als multikulturell bezeichnen würden.

### Sakralbauten
Zahlreiche Tempel in Porolissum sprechen für mannigfaltige kultische Gebräuche. Diese Sakralbauten konzentrierten sich vor allem auf ein Terasa Sanctuarelor (Terrasse der Heiligtümer) genanntes Gelände nördlich des Kastells. Im Einzelnen konnten Tempel des insbesondere von Soldaten verehrten Gottes Iupiter Optimus Maximus Dolichenus, des aus dem syrischen Raum stammenden Gottes Bel und der altitalischen Gottheit Liber Pater identifiziert werden. Auch die Kultgebäude weisen zum Teil Änderungs- und Erweiterungsphasen auf, im Tempel des Iupiter Dolichenus wurde sogar eine Taberna identifiziert, deren Existenz wohl im Zusammenhang mit entsprechenden Riten und/oder Prozessionen stand. Der Iupiter-Tempel wurde zu Beginn der zweiten Hälfte des dritten Jahrhunderts durch ein Feuer möglicherweise gewaltsam zerstört, was als ein Indiz dafür gewertet wurde, dass der Kult zu dieser Zeit bei der Bevölkerung in Ungnade gefallen sein könnte. Die letzten Fundmünzen aus dem Tempel datieren auf die Jahre 251/253. (Zum Kult der Göttin Nemesis siehe weiter unten im Abschnitt Amphitheater.)

### Forum
Ob es sich bei der als Forum angesprochenen Lokalität tatsächlich um das Forum gehandelt hat, ist nicht wirklich klar. Zumindest war es ein größerer Bereich mit Platzcharakter und repräsentativer, vermutlich öffentlichen Zwecken dienender Bebauung, auf dem offenbar auch Handel getrieben wurde. Während der Untersuchungen durch das Porolissum Forum Project konnte rund eine Tonne Fundmaterial (ohne die Baumaterialien) geborgen werden. Der Großteil der Keramik stammt aus lokaler Produktion, ein weiterer Teil scheint aus anderen Regionen Dakiens importiert worden zu sein. Nur einige Keramiken waren Importware aus weiter entfernten Gegenden (beispielsweise Terra Sigillata italischer oder germanischer Provenienz). Die Glasfunde bestanden zum überwiegenden Teil aus Fensterglas, es konnten aber auch einige Glasgefäße geborgen werden. Die Münzreihe beginnt bei Domitian (81–96) und endet mit Severus Alexander (222–235). Bei den Metallfunden kommt Eisen in Form von Nägeln und Klammern vor, die Artefakte aus Kupferlegierungen sind überwiegend Fibeln. Zahlreiche Tierknochen (zum Teil mit Schlachtspuren) weisen auf die Ernährungsweise der Vicani hin. Es dominieren die Knochen von Rindern (41 %) vor denen von Schweinen (28,6 %) sowie Schafen und Ziegen (20,1 %).

### Thermen
Thermen, öffentliche Badehäuser, spielten eine große Rolle in römischen Siedlungen, nicht nur unter hygienischen, sondern auch unter sozialen Aspekten. Sie hatten eine große Bedeutung im täglichen Leben. Thermen wurden an zwei Stellen Porolissums identifiziert, konnten aber beide Male nicht näher untersucht werden. Der erste Befund, der als Standort möglicher Thermen angesprochen wurde, war eine Stelle, die bereits 1958/1959 von Mihail Macrea angeschnitten worden war. Sie befand sich am südwestlichen Rand der Siedlung in der Nähe des Amphitheaters. Dort wurde auch eine mögliche Palästra beobachtet. Ein zweiter potentieller Standort konnte 2002 südlich des südlichen Eckturms des Kastells im Bereich des Forums beobachtet werden. Diese Beobachtung wurde später durch das Porolissum Forum Project bestätigt. Es wird für durchaus möglich, wenn nicht sogar wahrscheinlich gehalten, dass eine Stadt von der Größe Porolissums über mehrere Thermen verfügt haben könnte. Hier müssen aber weitere Untersuchungen abgewartet werden.

### Amphitheater
Das Amphitheater liegt rund 260 Meter Luftlinie südöstlich der Porta decumana des Kastells. Es hat einen elliptischen Grundriss, dessen Längsachse von Westnordwest nach Ostsüdost verläuft. Eine Inschrift gibt Hinweise auf einen Teil seiner Geschichte.

“Imp(erator) Caesar T(itus) Ael(ius) Hadri/anus Antoninus Aug(ustus) Pi/us p(ontifex) m(aximus) trib(unicia) pot(estate) XX imp(erator) II co(n)s(ul) / IIII p(ater) p(atriae) amphitheatrum vetus/tate dilapsum de n(o)vo fe/cit curante Tib(erio) Cl(audio) Quinti/liano proc(uratore) suo”

„Der Imperator Caesar Titus Aelius Hadrianus Antoninus Augustus Pius, oberster Priester, zum zwanzigsten Mal im Besitz der tribunizischen Gewalt, zum zweiten Mal Imperator, zum dritten Mal Konsul, Vater des Vaterlandes, hat das altersbedingt baufällig gewordene Amphitheater unter der Obhut seines Prokurators Tiberius Claudius Quintilianus wieder neu aufbauen lassen.“

Die hier gemachten lapidaren Informationen zur Arena selbst (amphitheatrum vetustate dilapsum de novo fecit) konnten durch archäologische Ausgrabungen eindrucksvoll bestätigt und ergänzt werden. Es liegen in der Tat zwei verschiedene Bauphasen vor, eine in Holz-Erde-Bauweise und eine aus Stein.
Die Holz-Erde-Arena hatte innen gemessen (Fläche für die Aufführungen ohne Zuschauerränge) eine Längsachse von 60 m und eine Querachse von 46 m (≈ 2168 m²). Die hölzernen Sitzbankkonstruktionen befanden sich auf einem aufgeschütteten Erdwall, ihre Pfostenlöcher konnten in dem Wall noch identifiziert werden. Die Erbauung wurde auf die Zeit um das Jahr 120 datiert, das Amphitheater bestand in dieser Form, bis es ausweislich der Inschrift im Jahr 157 durch einen steinernen Bau ersetzt wurde.

Steinbauphase des Amphitheaters
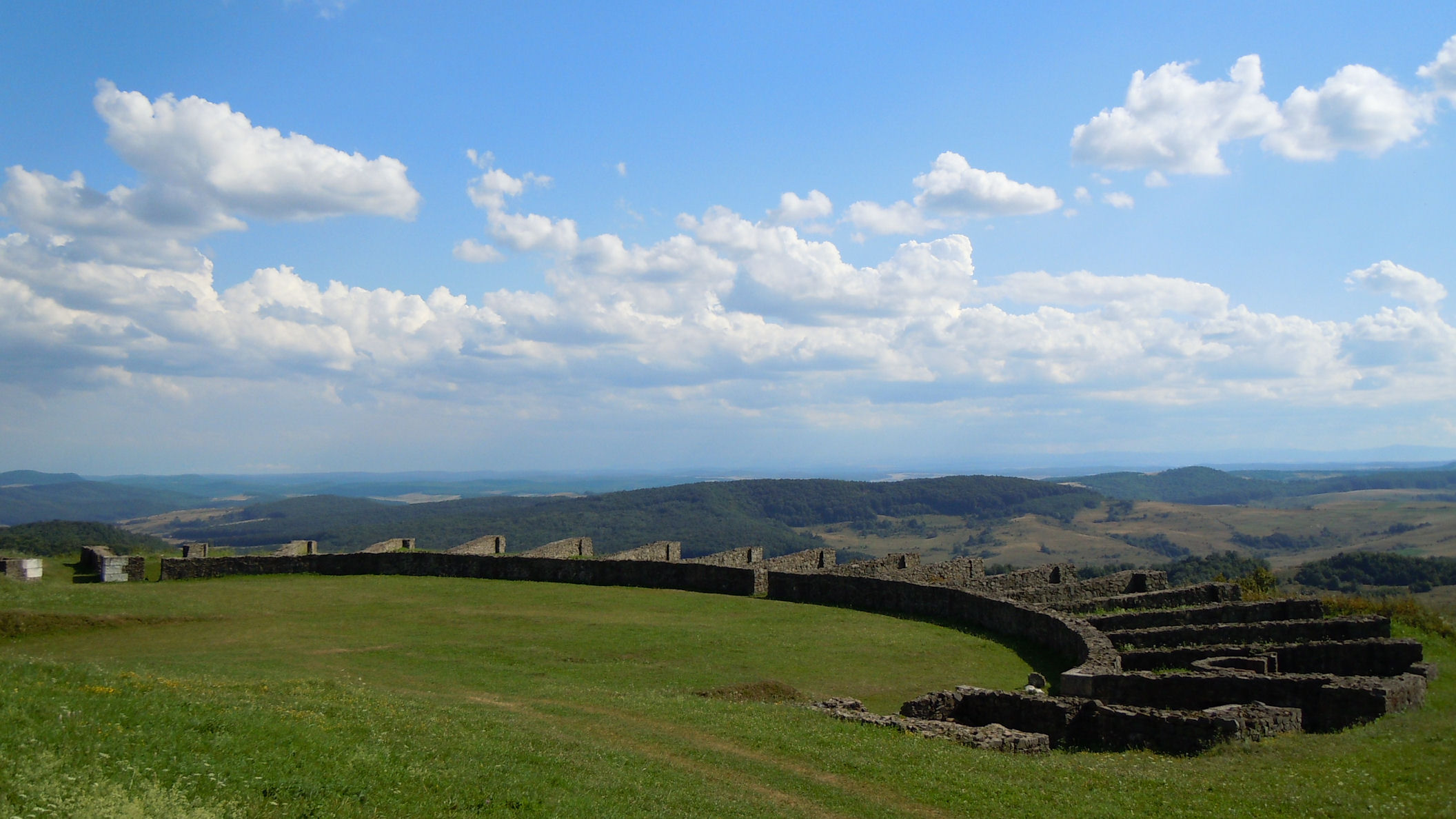
Amphitheater (Zustand 2011)
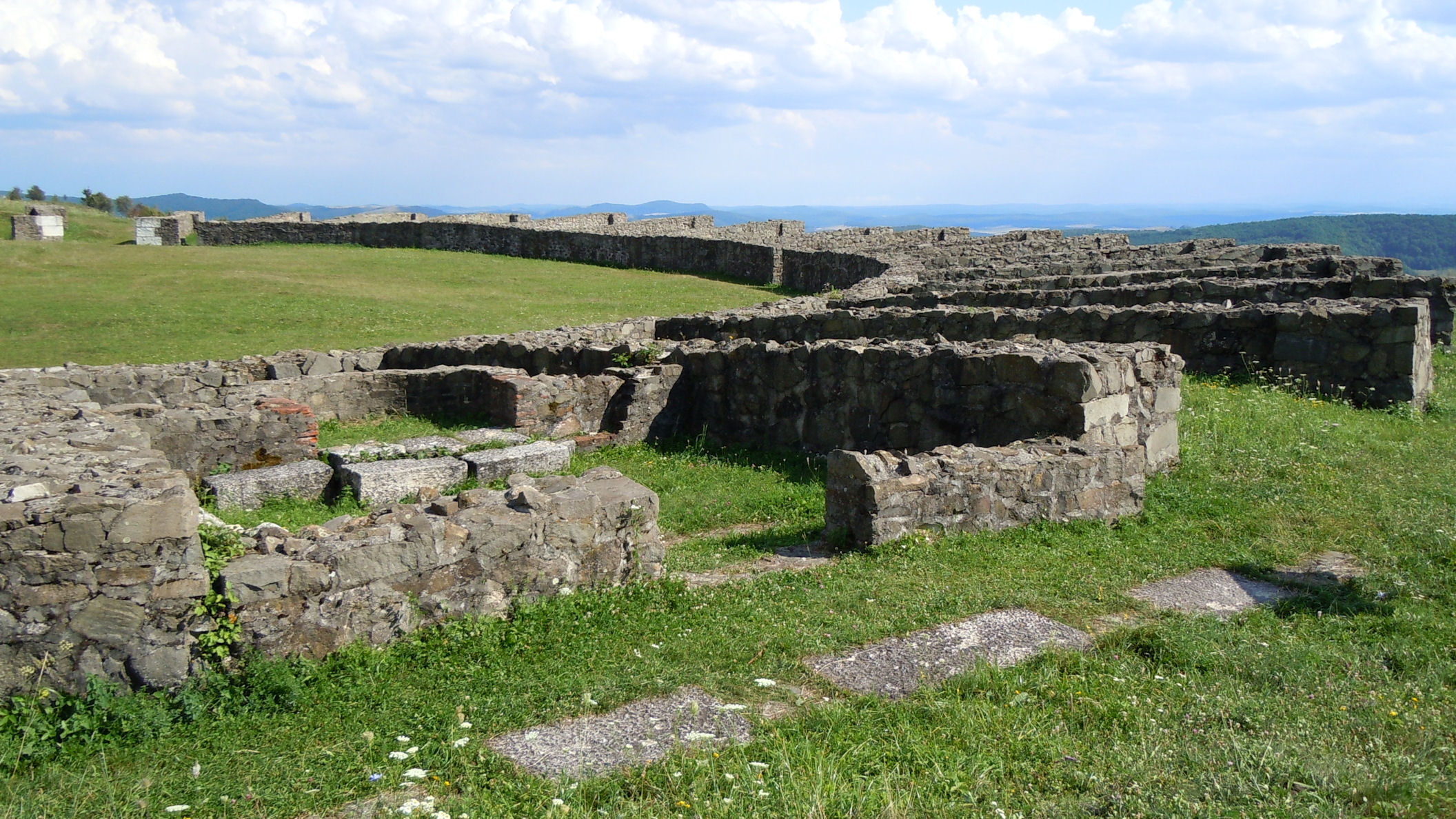
Tempel der Nemesis (2011)
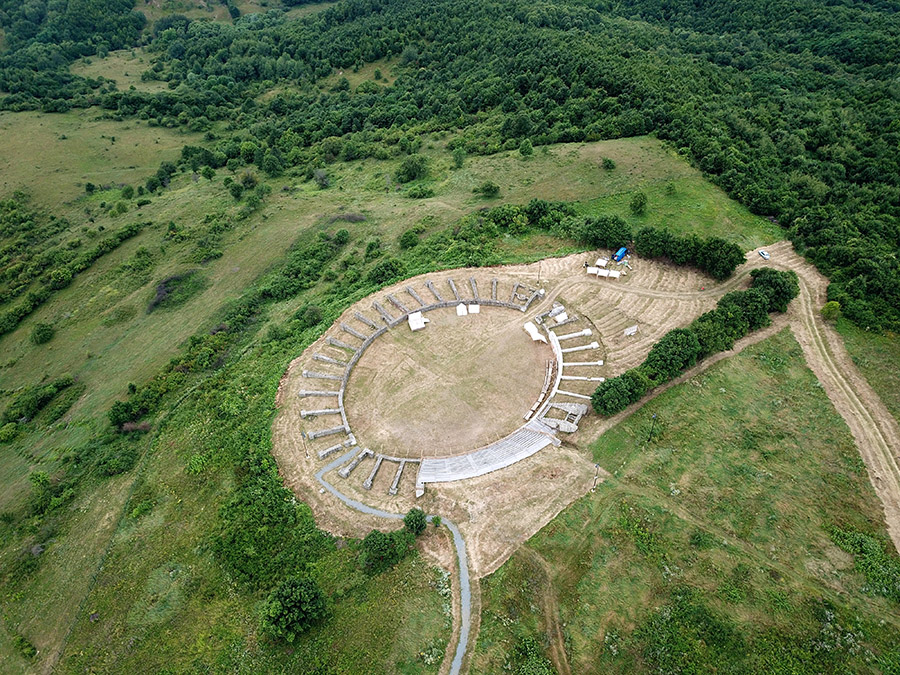
Drohnenaufnahme bei Restaurierungsarbeiten 2019

Die Steinbauphase weist eine Längsachse von 66,5 m und eine Querachse von 51,8 m auf, so dass den Akteuren eine Fläche von ≈ 2706 m² zur Verfügung stand. Eine Mauer mit innenseitig vorgelagertem Drainagekanal grenzt die Aktionsfläche von den Zuschauerrängen ab, deren Kapazität auf 4500 bis 5500 Besucher ausgerichtet war. Im Bereich der Querachse wurden unterhalb der Zuschauerränge die Aufenthaltsräume der Gladiatoren entdeckt, von denen aus ein direkter Zugang zur Arena bestand. Dort befanden sich auch Sacella (Andachtsstätten) für die Göttin Nemesis. Die Hauptzugänge zur Kampffläche befinden sich an den Enden der Längsachse. Diese Bereiche wurden als Standorte der Tierkäfige identifiziert, von denen aus ebenfalls ein direkter Zugang zur Arena bestand. Am nordwestlichen Zugang wurde an der südlichen Seite ein Tempel für Nemesis entdeckt. Das Amphitheater dieser Bauphase wurde teilrekonstruiert und kann im Archäologischen Park Porolissum besichtigt werden.

### Gräberfelder
Südöstlich von Kastell und Zivilsiedlung erstreckte sich möglicherweise rund anderthalb Kilometer entlang der nach Napoca führenden Straße (siehe einen Abschnitt weiter) das Gräberfeld bis zum Dealul Ursoieș, westlich des Dorfes Jac, wo es in seinem letzten Abschnitt von einer hochmittelalterlichen Nekropole überschnitten wird. Ursoieş liegt anderthalb Kilometer südöstlich des Kastells Moigrad – Pomet und weniger als einen Kilometer südlich des Lagers auf dem Citera (siehe weiter unten im Abschnitt Kastell Moigrad – Citera). Dort wurden sowohl Brandgräber als auch Körperbestattungen entdeckt. Ein zweites Gräberfeld wurde etwa zweieinhalb Kilometer östlich des Pomets, in einer Flur namens Leanca identifiziert. Beim gegenwärtigen Forschungsstand ist es noch nicht möglich, detailliertere Aussagen über die Struktur und Zugehörigkeit dieser Gräberfelder zu treffen. Dumitru Tamba schließt nicht aus, dass es sich um zwei unterschiedliche Nekropolen handelt, deren eine vom Kastell Moigrad – Pomet und deren andere vom Kastell Moigrad – Citera und dessen möglicherweise anzunehmenden Vicus aus belegt wurde.

### Nachrömische Zeit
Die Räumung Porolissums durch die Militärs und einen großen Teil der Zivilbevölkerung unter Aurelian erfolgte planmäßig und wohl weitestgehend friedlich. Ein Teil der romanisierten Zivilisten verblieb am Standort und arrangierte sich mit den neuen politischen Verhältnissen. Es kam zu einem Handelsaustausch zwischen der nunmehr dem Barbaricum angehörenden, stark reduzierten Siedlung und den weiter südlich verbliebenen römischen Provinzen. Ende des vierten und vor allem im fünften Jahrhundert scheint eine allmähliche Christianisierung eingesetzt zu haben. Die Einfälle der Westgoten, Gepiden, Hunnen, und Protobulgaren konnten wohl überstanden oder durch zwischenzeitlichen Rückzug in die Gebirge umgangen werden. Erst im 10. Jahrhundert wurde die Siedlung endgültig aufgegeben, möglicherweise in Folge der Magyareneinfälle dieser Zeit.

## Grenzkastell mit Zollstation und der Grenzmarkt „Sub Ferice“
Von Südosten her war Porolissum von einer aus dem Kastell Napoca heranführenden Straße an das Innere der Provinz und deren Straßennetz angebunden. Der letzte Abschnitt dieser durchschnittlich 4,5 m bis 5,0 m breiten, gepflasterten Straße führte durch den Vicus, parallel an und unmittelbar vor der Prätorialfront des Kastells auf dem Pomet vorbei und danach noch rund 400 Meter nach Nordwesten. Auf dieser allerletzten Strecke der Straße konnten zwei Abschnitte freigelegt werden, in denen noch die eingeschliffenen Wagenspuren festgestellt wurden, die für einen intensiven Güterverkehr sprechen. Am Ende der Straße befindet sich ein weiteres kleines Kastell, vor das eine Zollstation gebaut war. Dahinter begann das Barbaricum. In diesem Bereich fand auch periodisch ein Grenzmarkt statt.

### Kastell

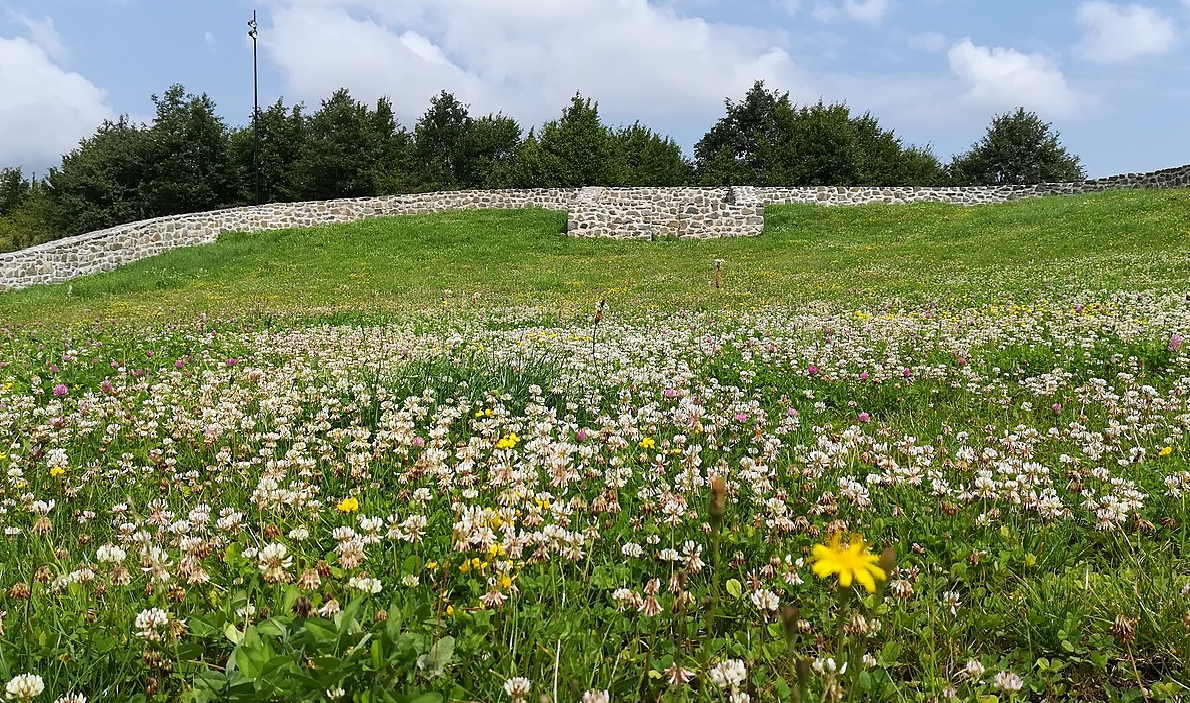
Grenzkastell; Blick vom Tor zum Turm

Von dem kleinen Kastell konnten zwei Bauphasen differenziert werden. In einer ersten Phase bestand die Umwallung aus einer 32 m mal 40 m (= 0,13 Hektar) messenden Holz-Erde-Mauer mit einem einzelnen Holztor auf der südlichen Seite. In der zweiten Bauphase aus dem 5. Jahrzehnt des 2. Jahrhunderts war es von einer Steinmauer von 35 m mal 43 m (= 0,14 Hektar) umgeben und mit einem ebenfalls steinernen Tor versehen. An der Nordseite der Umwehrung befindet sich ein vermutlich ehemaliger Wachturm, der in die Anlage integriert worden war. Innerhalb der Mauer befanden sich zwei in beiden Bauphasen hölzerne Mannschaftsbaracken, die durch einen geschotterten Weg getrennt waren. In den Baracken verrichteten Soldaten der Cohors V Lingonum ihren Dienst.

### Zollstation
An der westlichen Umwehrung des kleinen Kastells war, direkt an der Straße liegend, ein zweiräumiger Anbau für zöllnerische Aktivitäten errichtet worden. Einer der Räume besaß einen offiziellen oder sakralen Charakter, da dort die Basen von Inschriftensteinen und/oder Porträts entsprechend angeordnet waren. Der Gebäudekomplex beinhaltete reichhaltiges und vielfältiges Fundmaterial, das wichtige Erkenntnisse zu diesem Aspekt der staatlichen Wirtschaft erbrachte. Es war das erste Mal, dass ein Zollgebäude auf dem Boden des Imperiums identifiziert und untersucht werden konnte.

### Grenzmarkt „Sub Ferice“
In der Nähe der Zollstation und des Kastells wurde auf einem Sub Ferice genannten Gelände jenseits der Grenze ein offenbar römisch-barbarischer Grenzmarkt betrieben, der von einem Wachturm auf dem Dealul Ferice aus überwacht werden konnte (siehe auch im Abschnitt Verteidigungslinien, weiter unten). Vermutlich bald nach den Reformen, die Hadrian in Dakien 138 durchführte, wandelten sich an den Grenzen die bisherigen „Kontaktzonen“ in (vor allem ökonomische) „Interaktionszonen“, in denen ein lebhafter Warenaustausch stattfand, der in der antoninischen und severischen Zeit (138–235) seinen Höhepunkt erreichte, wenn man von einer rezessiven Phase während der Markomannenkriege (166–180) einmal absieht. Der Marktplatz wurde erst 2013 entdeckt, als im Rahmen geplanter Baumaßnahmen für einen Parkplatz und ein Informationszentrum des Archäologischen Parks Porolissum Rettungsgrabungen durchgeführt wurden. Dabei wurden auf 3500 Quadratmetern über 120 in den anstehenden Lehm eingetiefte Befunde identifiziert sowie zahllose Funde geborgen, darunter Massen an Keramik, über 750 Kleinfunde und vor allem 129 Münzen, was einem Anteil von knapp 8 % aller im gesamten Porolissum gefundenen Münzen entsprach (Stand 2015). Alle Münzen wurden dreidimensional eingemessen und bestimmt. Die Münzreihe teilt sich wie folgt auf:
| Prägung                                                     | Datierung | Anzahl | Nominale                                                                      |
| Vierkaiserjahr und Flavier                                  | 069 - 080 | 06     | 5 Denare, 1 As                                                                |
| Trajan                                                      | 100–117   | 15     | nur Denare                                                                    |
| Hadrian; auch für Vibia Sabina und Lucius Aelius Caesar     | 117–139   | 15     | 1 Aureus (eine aus einem Denar angefertigte Fälschung!), 13 Denare, 1 Sesterz |
| Antoninus Pius; auch für Faustina I. und Aurelius Caesar    | 139–161   | 22     | 20 Denare, 1 Sesterz, 1 Dupondius                                             |
| Mark Aurel; auch für Lucius Verus, Lucilla und Faustina II. | 169–180   | 10     | 8 Denare, 1 Sesterz, 1 As                                                     |
| Commodus; auch für Bruttia Crispina                         | 179–192   | 07     | 3 Denare, 3 Sesterze, 1 As                                                    |
| Septimius Severus; auch für Julia Domna, Geta und Caracalla | 193–211   | 25     | 23 Denare, 2 Sesterze                                                         |
| Caracalla; auch für Julia Domna                             | 211–217   | 04     | nur Denare                                                                    |
| Macrinus und Elagabal; letzterer auch für Aquilia Severa    | 217–222   | 03     | nur Denare                                                                    |
| Severus Alexander                                           | 222–235   | 06     | nur Denare                                                                    |
| Gordian III.                                                | 241–243   | 01     | Antoninian                                                                    |
| Philippus Arabs                                             | 0247      | 01     | Antoninian                                                                    |
| unsicher oder nicht bestimmbar                              | 0(?)      | 14     | 11 Denare, 3 unbestimmt                                                       |

Es ist gut möglich, dass sich irgendwo in Porolissum eine Fälscherwerkstatt befunden hat. Dafür sprechen die Funde von Denaren mit Bronzekernen und eines vorgeblichen Aureus, der aus einem mit Gold ummantelten Denar bestand. Dies war eine Praxis, die sich an einigen Grenzabschnitten des Römischen Imperiums findet, mittels derer die „Barbaren“ übervorteilt wurden, so lange sie mit den römischen Münzen noch nicht gut vertraut waren. Nicolae Gudea hatte schon 1989 nachgewiesen, dass 70 der bis dahin gefundenen römischen Fundmünzen Porolissums (ab der Mitte des zweiten Jahrhunderts) Falsifikate waren.
Die ungewöhnlich große Anzahl an hochwertigen Silbermünzen (Denare) verweist mehr auf einen Großhandelsplatz als auf einen Ort für den täglichen oder wöchentlichen Einkauf. Da keinerlei Befunde fester Bauten, sondern nur von Marktständen und kleinen Gräben nachgewiesen werden konnten, wird davon ausgegangen, dass es sich um einen temporär stattfindenden Markt gehandelt hat. Die wenigen Spuren stehen in auffälligem Kontrast zu dem reichhaltigen und hochwertigen Fundmaterial. Dieses setzte sich im Wesentlichen aus 43 eisernen und bronzenen Fibeln (überwiegend „barbarischer“, also nichtrömischer Machart), Accessoires und Werkzeugen, hunderten von eisernen Schuhnägeln, jede Menge handgefertigter und scheibengedrehter Keramik, Terra Sigillata, Glasgefäßen sowie Fragmenten des kostbaren Bernsteins zusammen. Die importierten Artefakte ließen sich teilweise der Przeworsk-Kultur auf dem Gebiet des heutigen Polens zuweisen, deren Träger die germanischen Vandalen waren. Der Bernstein stammte aus dem Baltikum und wurde vermutlich von vandalischen Händlern zur dakischen Grenze gebracht. Der Fund eines Brandeisens weist vermutlich auf Viehhandel hin; das Objekt dürfte dazu gedient haben, die verkauften oder von der Verwaltung kontrollierten Tiere zu kennzeichnen.

## Kastell Moigrad – Citera

### Lage

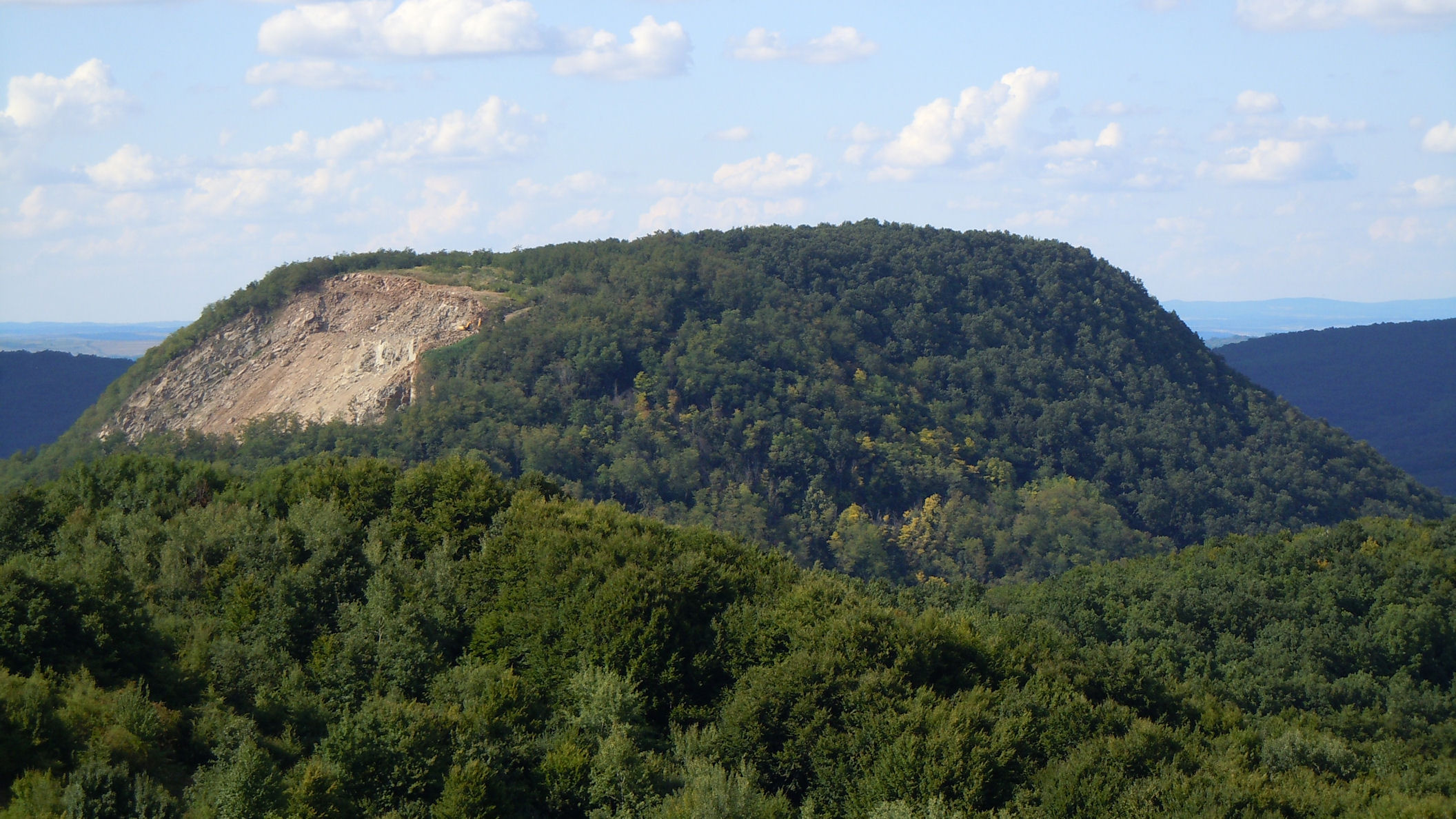
Blick auf die dakische Festung Măgura Moigradului

Das Kastell Moigrad – Citera liegt gut einen halben Kilometer ostnordöstlich des Kastells Moigrad – Pomet und anderthalb Kilometer südöstlich der befestigten dakischen Siedlung Măgura Moigradului aus der späten Latènezeit. Es befindet sich in einem stark bewaldeten Bereich auf dem Gipfel des Dealul Citera (Citera-Hügel) in fast 500 m Höhe, so dass eine direkte visuelle Verbindung zur Garnison Moigrad – Pomet gewährleistet war und auch andere militärische Einrichtungen kontaktiert werden konnten.

### Kastell
Es gelang den Archäologen, zwei verschiedene Bauphasen zu differenzieren. Unterhalb der sichtbaren Konturen des Steinkastells wurde ein älteres Holz-Erde-Lager festgestellt.
Das Holz-Erde-Lager hat einen rechteckigen Grundriss von 60 m mal 95 m, was einer Fläche von 0,57 Hektar entspricht. Mit seinen Ecken war es annähernd in nordsüdliche bzw. westöstliche Richtung orientiert, wobei die topographischen Bedingungen des Geländes eine Rolle gespielt haben könnten. Geschützt wurde es von einem 6,0 m breiten und 1,5 m hohen Holz-Erde-Wall. Vermutlich wurde das Kastell zum Ende der Dakerkriege, spätestens nach Beginn der Einrichtung der Provinz Dakien um das Jahr 106 herum erbaut.
Das zeitlich nachfolgende Steinkastell orientiert sich an der Ausrichtung des Holz-Erde-Lagers. Es hat eine Breite von 66,65 m, eine Länge von 101,1 m und bedeckt mit seinen 0,67 Hektar eine etwas größere Fläche als sein Vorgänger. Mit seinen abgerundeten Ecken hat es das typische Spielkartenformat. Geschützt wurde von einer in der Technik des Opus incertum konstruierten, 1,20 m dicken Mauer, vor der als Annäherungshindernis ein 7,50 m breiter und 3,90 m tiefer Graben verläuft. Die Mauer ist mit vier Ecktürmen und vier wuchtigen Toren versehen. Mit seiner Porta Praetoria (Haupttor) war das Kastell nach Nordwesten, zum Feind hin ausgerichtet. Alle vier Tore sind mit jeweils zwei Tortürmen ausgestattet, von deren Grundfläche rund ein Drittel nach außen vorspringt, während etwa zwei Drittel ins Kastellinnere hineinragen. Die Ecktürme haben einen trapezförmigen Grundriss (3,50 m / 2,00 m / 2,00 m / 4,50 m) und ragen vollständig in das Kastellinnere hinein. Vom Kastellinneren ist so gut wie nichts bekannt, was seine Ursache in der geringen Größe der Sondierungsschnitte haben mag.
Zur Datierung der Steinphase gibt es unterschiedliche Ansichten. Während zu ihrer Konstruktion durch den Fund einer Münze des Antoninus Pius (138–161) noch Einigkeit herrscht und der Bau übereinstimmend auf die Mitte des zweiten Jahrhunderts datiert wird, stehen bei der Frage nach dem Ende des Kastells zwei Meinungen im Raum. Während Mihail Macrea im Jahr 1961 noch postulierte, dass das Lager während der Markomannenkriege (166 bis 180) zerstört und aufgegeben worden sei, plädierte Nicolae Gudea 1997 für eine Existenz des Kastells bis weit in das dritte Jahrhundert hinein.

### Truppen
Welche Garnison auf dem Citera-Hügel gelegen hat, ist in der rumänischen Archäologie nicht unumstritten. Nicolae Gudea ging davon aus, dass der Numerus Palmyrenorum Porolissensium die Besatzung gebildet hätte.
Coriolan Horaţiu Opreanu und andere widersprechen dieser Hypothese, da die Fundorte der wenigen Inschriften der Truppe örtlich nicht sicher zugeordnet werden könnten oder eindeutig aus dem Kastell auf dem Pomet stammen würden, so dass nichts dafür spräche, den Dealul Citera als Quartier der Einheit zu verorten. Auch stamme die erste Erwähnung dieser Einheit in Dakien unter dem Namen Palmyreni Sagitarii ex Syria von einem Militärdiplom aus dem Jahr 120 und hinsichtlich einer Umwandlung in einen Numerus gäbe es keine Belege.
Ioan Iso und Ovidiu Ţentea arbeiteten gegenüber dem letzten Argument heraus, dass ein palmyrensisches Truppenkontingent von Hadrian um 117/118 nach Dakien gebracht worden sei, um dieses gegen die Jazygen einzusetzen, gegen die sie unter dem Kommando des Quintus Marcius Turbo kämpften. Nach erfolgreichem Ende des Konflikts mit den Jazygen (in dem sich die Palmyrer große Verdienste erworben hätten, wofür ihnen 120 das römische Bürgerrecht verliehen worden wäre), seien die Vexillationen dieses Kontingents auf Tibiscum, Porolissum und wahrscheinlich Pons Augusti verteilt und noch vor 159/160 in die Numeri Numerus Palmyrenorum Tibiscensium, Numerus Palmyrenorum Porolissensium und Numerus Palmyrenorum O - - - umgewandelt worden.
Felix Marcu schließlich sieht ein archäologisches Indiz für die Anwesenheit einer syrischen Truppe in einer dreiflügeligen Pfeilspitze, die nach Werner Zanier typisch für orientalische Truppen sei und in einem der Türme der Porta Praetoria gefunden worden war.
Der jüngste Fund, der auf den Numerus Palmyrenorum Porolissensium hinweist, dessen genauer Fundort jedoch unbekannt ist, ist ein der Herennia Etruscilla, der Frau des Decius gewidmeter Altar aus dem Jahr 251.

## Kastell Moigrad – Coasta Citerii
Über diese Anlage ist bislang nur wenig bekannt. Die genaue Funktion des 1958 erstmals von Mihail Macrea untersuchten Kastells Moigrad – Coasta Citerii ist bis heute letztlich ungeklärt. Der sie umgebende Wall wurde nur an einer einzigen Stelle mittels eines ein mal fünf Meter messenden Sondierungsgrabens geschnitten, der Innenraum überhaupt nicht untersucht und das Fundmaterial ist minimal und nicht aussagekräftig, so dass naturgemäß vielfältige Interpretationsmöglichkeiten gegeben sind. Verschiedene Hypothesen wurden aufgestellt, diskutiert und wieder verworfen, darunter die einer zum römischen Marschlager umfunktionierten dakischen Festung, eines Trainingscamps und eines Annexkastells.

### Lage und archäologische Befunde
Die Anlage befindet sich in einem stark bewaldeten Bereich auf dem östlichen Hang des Dealul Citera (Citera-Hügel) und grenzt mit ihrer Westseite an das Kastell Moigrad – Citera oder könnte ausweislich von LiDAR-Bildern möglicherweise von diesem überlagert sein. Ihrer Größe beträgt schätzungsweise (die Westseite konnte nicht identifiziert werden) maximal 2,56 Hektar. Umgeben war sie von einer Rasensodenmauer, die im Gelände noch deutlich wahrnehmbar ist. Ein Verteidigungsgraben konnte nicht identifiziert werden. Die jüngsten Untersuchungen mittels von einem Hubschrauber aus angefertigter LiDAR-Scans zu Beginn der 2010er Jahre erbrachten immerhin die Erkenntnis, dass die Rasensodenmauer sich nicht auch um das Nachbarkastell erstreckt, so dass eine Gleichzeitigkeit der beiden Anlagen nahezu ausgeschlossen werden konnte.

## Vorgelagerte Verteidigungssysteme
Der so genannte Limes Porolissensis war ein tief gestaffeltes Verteidigungssystem. Seinen Kern bildeten die oben beschriebenen sowie die benachbarten Kastelle mit ihren Auxiliartruppen bzw. Legionsvexillationen. Unmittelbar davor befanden sich im Westen und im Norden innere Verteidigungslinien, bevor weiter außen der eigentliche Limes verlief. Die einzelnen Verteidigungsanlagen (Kastelle und Wachtürme) standen in visuellen Kontakt miteinander und bildeten quasi lokale Netzwerke.

### Verteidigungslinien unmittelbar vor dem Kastell
Südwestlich des Kastells (von Süd nach Nord)
Die südwestliche Verteidigungslinie war mit einigen Wachtürmen, aber, im Gegensatz zur nördlichen Linie nicht mit Kastellen und nicht mit Wall und Graben gesichert (siehe unten).
| Bodendenkmal  | Typ      | Ort                   | Beschreibung/Zustand |
| ------------- | -------- | --------------------- | --- |
| RAN 139713.06 | Wachturm | Măgura Stânii 1       | Der Turm befindet sich im Bereich einer Telekommunikationsanlage auf dem Vârful Măgura Stânii (Măgura Stânii Gipfel), südöstlich von Zalău und rund 700 Meter östlich der Europastraße 81. Die Entfernung zum nachfolgenden Turm Măgura Stânii 2 beträgt nur 120 Meter. Durch den Bau der Relaisstation wurde die Turmstelle teilweise zerstört. Zudem macht die dichte Vegetation den Turm nur schwer nerkennbar. Die Ruine des Steinturms hat einen fast quadratischen Grundriss mit Seitenlängen von rund neun Metern. |
| RAN 139713.42 | Wachturm | Măgura Stânii 2       | Der Wachturm liegt auf dem Berg Măgura Stânii, südöstlich der Stadt Zalău und rund 900 Meter östlich der Europastraße E81. Die Entfernung zum vorhergehenden Turm Măgura Stânii 1 beträgt nur 120 Meter. Durch den Bau des Senders und das Wurzelwerk der sehr dichten Vegetation wurde die Turmstelle zum Teil zerstört. Die Ruine des Steinturms hat einen fast quadratischen Grundriss mit neun Metern Seitenlänge und ist von einem Graben umgeben. Bei Ausgrabungen wurde umfangreiches Fundmaterial geborgen, bestehend aus Keramik, Tierknochen und Baumaterial. |
| RAN 139713.43 | Wachturm | Sub Măgura Stânii     | Der Turm liegt südöstlich der Stadt Zalău, zwischen den Bergen Vârful Măgura Stânii und Piatra Albă (Weißer Stein). Seine Positionierung erlaubte eine gute Sicht ins römische Gebiet und ins freie Dakien sowie eine direkte Sichtverbindung zu den Kastellen von Porolissum und zum Kastell Românași. Der Steinturm hatte einen kreisförmigen Grundriss mit einem Durchmesser von rund sechs Metern. Seine Mauerstärke betrug 0,75 m. Bei einer kleineren Ausgrabung in seinem Bereich wurde umfangreiches Fundmaterial geborgen. Heute stellt sich die Ruine des Turms im Gelände nur noch als flacher, etwa einen halben Meter hoher Hügel dar.                                                                       |
| RAN 139713.34 | Wachturm | La Oroieşti           | Der Turm liegt westlich einer Nebenstraße, die von Zalău zum 707 m hohen Vârful Măgura Stânii im Meseș-Gebirge führt. Seine Lage bei einem Gipfels ermöglichte der Besetzung eine gute Sicht ins römische und nichtrömische Gebiet sowie eine direkte Sichtverbindung zu den Kastellen von Porolissum und zum Kastell Românași. Die Ruine des Wachturms stellt sich im Gelände als rund 15 mal 15 m messender Hügel dar. |
| RAN 139722.02 | Wachturm | La Balize             | Der Turm steht nordwestlich des Dorfes Stâna im Meseș-Wald. Seine Positionierung unterhalb eines Gipfels gewährleistete eine gute Sicht ins römische und nichtrömische Territorium sowie eine direkte Sichtverbindung zu den Kastellen von Porolissum und zum Kastell Românași. Der Turm besitzt einen annähernd quadratischen Grundriss von 9,50 m mal 10,50 m und eine Resthöhe von etwa 1,50 m. Die 1,00 m bis 1,10 m breiten Mauern bestanden aus ungleichmäßigen Steinen. Im Inneren konnten Keramik- und Glasfragmente, Waffen und Baumaterialien geborgen, an der Südwand eine Feuerstelle identifiziert werden. Ein Ziegelstempel nennt die Cohors VI Thracum, eine auch in Porolissum bezeugte Infanterietruppe. |
| RAN 139713.36 | Wachturm | Între Druia şi Poiană | Nur vermuteter, nicht lokalisiert Turm auf einem Gipfel im Meseș-Wald (Pădurea Meseş). |
| RAN 142159.13 | Wachturm | La Poiana de Sus      | Der Turm liegt bei einem Gipfel im Meseș-Wald rund 1250 Meter südsüdwestlich vom südlichen Ende des Dorfes Măgura Stânii und rund 2,5 Kilometer östlich von Porolissum entfernt. Die Lage auf einem Bergrücken ermöglichte der Besetzung einen weiten Blick sowohl auf das römische als auch auf das nichtrömische Gebiet und es bestand eine direkte Sichtverbindung zu den Fortifikationen von Porolissum. |
| RAN 142159.08 | Wachturm | Poiana Moigrădanilor  | Westlich von Porolissum, in der Nähe des Walls. Die Ruinen des umwehrten Turms haben einen quadratischen Grundriss und sind gut erhalten. Das gesamte Bauwerk hat eine Seitenlänge von 35 Metern, der Turm selbst von acht Metern. Teile der Mauern sind an der Oberfläche noch sichtbar. Die Anlage wurde in den 1970er Jahren erforscht. |

Nördlich des Kastells (von West nach Nordost)
Die nördliche Sicherungslinie bestand aus einer Reihe von Wachtürmen und Kastellen, die von einem Wall-/Grabensystem begleitet wurden.
| Bodendenkmal      | Typ           | Ort                                  | Beschreibung/Zustand |
| ----------------- | ------------- | ------------------------------------ | --- |
| RAN 142159.08     | Wachturm      | Poiana Moigrădanilor                 | siehe oben |
| RAN 142131.12     | Wallabschnitt | Poiana Moigrădanilor – Dealul Ferice | Der Wallabschnitt befindet sich südlich des Dorfes Moigrad-Porolissum, sowie westnordwestlich der Garnison Porolissum. Er verbindet die beiden Wachtürme Poiana Moigrădanilor und Dealul Ferice. Der Wall hat eine durchschnittliche Resthöhe von einem Meter und erscheint auf einer Länge von 225 Metern als Doppelwall. Der maximale Abstand zwischen den beiden Wällen beträgt dort 18 Meter.                                |
| RAN 142159.10     | Wachturm      | Dealul Ferice                        | Der Turm liegt am südöstlichen Rand des Dorfes Moigrad-Porolissum. Von Turm aus konnte ein Bereich überblickt werden, in dem nahe der römischen Zollstation (siehe oben) ein Markt betrieben wurde. |
| SJ-I-m-A-04909.12 | Zollstation   | Dealul Ferice                        | Siehe oben. |
| RAN 142159.09     | Steinmauer    | Sub Terasa Sanctuarelor              | Über eine Strecke von annähernd einem Kilometer geradlinig verlaufende Steinmauer, die den vorhergehenden und den nachfolgenden Wallabschnitt miteinander verbindet. Zwischen dem geto-dakischen Bergheiligtum Măgura Moigradului (nordwestlich) und dem Kastell Moigrad – Citera (südwestlich). |
| RAN 140707.04     | Wallabschnitt | Sub Citeră – Dealul Dungii           | Die lineare Befestigungsanlage erstreckt sich vom Nordosten Porolissums bis zum Südwesten des Dorfes Brebi. Ihre erhaltene Höhe variiert zwischen einem und 1,6 Meter. Östlich von Porolissum folgt sie den Gipfeln der Hügel, knickt dann in nördliche Richtung ab und strebt auf die beiden folgenden Kastelle zu. |
| RAN 140707.01     | Kastell       | Sub Citeră                           | Das Kastell liegt etwa 1,5 km südlich der Straße DJ 108A und des Dorfes Brebi. Von der nachfolgenden Fortifikation auf dem Dealul Dungii ist sie nur rund 600 m entfernt. Die Anlage hat einen rechteckigen, annähernd quadratischen Grundriss mit abgerundeten Ecken und misst 60 m mal 62/64 m (0,38 Hektar). Die Holz-Erde-Mauer ist an ihrer West- und Südseite mit jeweils einem Tor versehen und von einem Graben umgeben. |
| RAN 140707.12     | Fortifikation | Dealul Dungii                        | Die Fortifikation liegt unmittelbar am Wall, 2 km östlich des Kastells Moigrad-Citera. Von der vorhergehenden Anlage Sub Citeră ist sie nur rund 600 m entfernt. Sie hat einen rechteckigen Grundriss von 32,5 m mal 37 m (0,12 Hektar). Die Holz-Erde-Umwehrung ist an ihrer Westseite mit einem gegen den Wall gerichteten Tor versehen und von einem Graben umgeben.                                                          |

### Limesverlauf um Porolissum
Bedingt durch seine exponierte Lage im äußeren Nordwesten der Provinz Dacia Porolissensis wurde das Kastell Porolissum quasi viertelkreisförmig von zahlreichen Wehranlagen des Dakischen Limes umrundet. Diese beginnen im Südwesten (geographische Breite des Kastells Romita) und führen nach Nordosten (geographische Breite und Länge des Kastells Tihău). Als Bodendenkmäler erhaltene Wehranlagen sind im Einzelnen:
| Bodendenkmal                  | Typ           | Ort                                        | Beschreibung/Zustand |
| ----------------------------- | ------------- | ------------------------------------------ | --- |
| RAN 139713.57                 | Wachturm      | Zalău, Pădurea de deasupra izvorului       | Auf etwa halber Strecke nördlich einer extremen Nordschleife der Strada Gheorghe Doja, wie die Europastraße 81 in diesem Bereich heißt und südlich einer zur Ortschaft Moigrad-Porolissum führenden Nebenstraße. Kreisförmiger Steinhügel mit einem Durchmesser von etwa 15 m. |
| RAN 139713.07                 | Wachturm      | Zalău, La nord de Pârâul Măgurii           | Der Turm liegt auf einem Bergrücken, der eine gute Sicht auf das feindliche Gebiet und eine Sichtverbindung zu den anderen Wachtürmen in diesem Bereich bietet. Er ist durch einen ihn im nordöstlichen Teil schneidenden Forstweg zu 20 % seiner Fläche zerstört. Seine Ruine stellt sich im Gelände als leicht erhöhter, flacher, annähernd quadratischer Hügel von etwa neun Metern Seitenlänge sichtbar. Der ihn umgebende Graben ist nur auf der Ost- und Westseite sichtbar. Die Turmstelle wurde mit der Nummer 1718-099 auf die Tentativliste für das UNESCO-Weltkulturerbe eingetragen. |
| RAN 139713.08                 | Wachturm      | Zalău, Poieniţă                            | Der Turm befindet sich am nordöstlichen Ende eines Schießplatzes im Meseș-Wald auf einem schmalen Plateau, das eine gute Sicht auf das Gebiet jenseits der Grenze und eine direkte Sichtverbindung mit den anderen Wachtürmen dieses Gebietes gewährleistet. Der Turm wurde nicht ergraben, aber LiDAR-Scans zeigen den typischen Umriss eines Wachturms mit Abmessungen von etwa sechs mal sieben Metern. Die Turmstelle wurde mit der Nummer 1718-100 auf die Tentativliste für das UNESCO-Weltkulturerbe eingetragen. |
| RAN 139713.51                 | Wachturm      | Zalău, Şesurile Tâlhăroasei                | Der Turm steht am Südhang des Berges Măgura Stânii, östlich von Zalău. Aufgrund seiner optimalen Positionierung kontrollierte seine Besatzung vermutlich einen Geländekorridor, der zum Kastell Românasi führte. Sein Außendurchmesser beträgt 13 m und wird von einem Graben, der heute noch eine Breite von 2,5 m hat, dessen ursprüngliche Breite aber wohl drei Meter betrug. Der quadratische Grundriss des Turmes selbst hat Seitenlängen von vier Metern. Ausgrabungen fanden keine statt, aber der Turm wurde durch Feldbegehungen in den 1960er Jahren und aktuellere LiDAR-Scans identifiziert. |
| RAN 139713.44                 | Wachturm      | Zalău, Dealul celor Şase Cai               | Der Turm liegt im Meseș-Wald, östlich von Zalău, auf dem Dealul celor Şase Cai (Sechs-Pferde-Berg). Die Turmstelle wurde bislang nicht ausgegraben, aber aufgrund von LiDAR-Scans wurden die Abmessungen des Turms auf etwa vier mal fünf Meter berechnet. Die Turmstelle ist mit der Nummer 1718-101 auf der Tentativliste für das UNESCO-Weltkulturerbe eingetragen. |
| 139713.14                     | Wachturm      | Zalău, Lângă Masa Craiului                 | Der Turm liegt im Meseș-Wald östlich von Zalau. Seine Lage auf einem Bergvorsprung gewährleistete der Besatzung eine gute Sicht ins Feindesland. Die Turmstelle ist im Gelände noch als Hügel sichtbar. Sie wurde 1980 von Nicolae Gudea sondiert und 2018 mittels LiDAR vermessen. Durch die LiDAR-Scans konnten die Turmabmessungen auf etwa 8 m mal 8,5 m berechnet werden. Die Turmstelle ist mit der Nummer 1718-102 auf die Tentativliste für das UNESCO-Weltkulturerbe verzeichnet. |
| RAN 139713.45                 | Wachturm      | Zalău, Dealul Dojii 2                      | Der Turm liegt östlich der Stadt Zalău, im Meseș-Wald östlich des Valea Rodinei (Rodinei-Tal) auf einer Höhe von 436 m. Diese Position bot eine gute Sicht über die Grenze hinaus. Die Turmstelle wurde nicht ergraben, aber LiDAR-Scans zeigen den typischen Grundriss eines 10,5 m mal 11 m messenden Wachturms. Die Turmstelle wurde mit der Nummer 1718-103 auf die Tentativliste für das UNESCO-Weltkulturerbe eingetragen. |
| RAN 139713.09                 | Wachturm      | Zalău, Dealul Dojii 1                      | Der Turm befindet sich auf einem isoliert stehenden, 427 m hohen Gipfel des Meseș-Gebirges, östlich Valea Rodinei. Seine Positionierung bot der Besatzung eine gute Sicht ins Feindesland. Heute stellt sich die Turmstelle im Gelände als flacher Hügel mit einer Höhe von 0,50 m und einem Durchmesser von rund fünf bis sieben Metern dar. Der Umstand, dass kein Baumaterial gefunden wurde, könnte für eine mögliche Holzkonstruktion sprechen. Die Turmstelle wurde mit der Nummer 1718-104 auf der Tentativliste für das UNESCO-Weltkulturerbe verzeichnet. |
| RAN 139713.47                 | Wachturm      | Zalău, Pădurea Oraşului 2                  | Der Turm befindet sich östlich des Valea Rodinei im nördlichen Teil des Meseș-Waldes. Er befindet sich nur 270 m vom nachfolgenden Wachturm Pădurea Oraşului 1 entfernt, weshalb es unwahrscheinlich ist, dass die beiden Türme zeitgleich in Betrieb waren. Der Turm wurde nicht ausgegraben, kann aber auf LiDAR-Scans als Hügel mit maximalen Abmessungen von 7 m mal 8 m identifiziert werden. Die Turmstelle wurde mit der Nummer 1718-106 auf die Tentativliste für das UNESCO-Weltkulturerbe eingetragen. |
| RAN 139713.46                 | Wachturm      | Zalău, Pădurea Oraşului 1                  | Der Turm befindet sich östlich des Valea Rodinei auf einem Gipfel im nördlichen Teil des Meseș-Waldes. Seine Entfernung zum vorherliegenden Turm Pădurea Oraşului 2 beträgt nur 270 m. Es ist daher nicht wahrscheinlich, das beide Türme gleichzeitig in Funktion waren. Der Wachturm ist nur noch schlecht erhalten: die südliche Hälfte wurde durch einen Forstweg abgeflacht, die nördliche Hälfte von der dichten Vegetation zerstört. An seiner Oberfläche sich noch Steine, die ihm ursprünglich als Baumaterial dienten, nur an einigen Stellen sind noch die Konturen der Mauern nachzuvollziehen. Die Turmstelle wurde mit der Nummer 1718-105 auf die Tentativliste für das UNESCO-Weltkulturerbe eingetragen. |
| RAN 139713.10                 | Wachturm      | Zalău, Dealul Clocoţăl                     | Der Turm liegt nordöstlich von Zalău auf dem flachen Gipfel des Dealul Coasta Roşie (Berg der Roten Küste) über dem Văii Măgurice (Măgurice-Tal). Die Sicht ins römische und dakische Terrain war zwar eingeschränkt, durch gute Sichtverbindung zu benachbarten Wachtürmen scheint der Turm jedoch bei der Nachrichtenübermittlung eine gewisse Rolle gespielt zu haben. Der Turm hatte einen kreisförmigen Grundriss und seine Fundamente aus mörtelgebundenen Steinen sind noch sichtbar. Aufgrund von LiDAR-Scans kann der Turmstellendurchmesser auf etwa 14/15 m geschätzt werden. Die Turmstelle wurde mit der Nummer 1718-107 auf die Tentativliste für das UNESCO-Weltkulturerbe eingetragen. |
| RAN 139713.48                 | Wachturm      | Zalău, Dealul Măgurice 2                   | Der Turm befindet sich ordöstlich des Dealul Coasta Roşie. Er liegt dort am Rande eines Waldes, bietet von dort aus einen eher eingeschränkten Blick ins Land, hatte aber wohl eine Funktion bei der Nachrichtenübermittlung zwischen den einzelnen Wachtürmen. Der Wachturm wurde durch LiDAR-Scans identifiziert, auf denen er in konische Form mit einem Durchmesser von 9/9,5 m erscheint. Die Turmstelle wurde mit der Nummer 1718-108 auf die Tentativliste für das UNESCO-Weltkulturerbe eingetragen. |
| RAN 139713.11                 | Wachturm      | Zalău, Dealul Măgurice 1                   | Der Turm liegt östlich der Stadt Zalău und 500 m nordwestlich des Vârful Măguriţa (Măguriţa-Gipfel). Von dort aus hatte die Besatzung einen weitreichenden Blick, insbesondere in das dakische Gebiet im Nordwesten. Vor allem bestand eine direkte visuelle Verbindung zu mehr als der Hälfte der Wachtürme in seiner Umgebung sowie zu einer großen Anzahl von Wachtürmen in weiter entfernten Bereichen. Der Wachturm hatte einen quadratischen Grundriss mit etwa neun Metern Seitenlänge. Seine Mauern bestanden aus lokalem Sandstein. Die Fundamente sind noch in einer Höhe von 0,5 m erhalten. In seinem Inneren wurde eine Feuerstelle identifiziert, sowie umfangreiches Fundmaterial aus Keramikscherben, Fragmenten von Militaria, einem Eisenmesser, Artefakten aus Bronze und Messing sowie Baumaterialien geborgen. Die Turmstelle wurde mit der Nummer 1718-109 auf die Tentativliste für das UNESCO-Weltkulturerbe eingetragen. |
| RAN 139713.27                 | Wallabschnitt | Zalău, Valea Ortelecului – Vârful Poguior  | Erdwall am Rande des Dorfes Ortelec, am Südhang des Dealului Poguior (Poguior-Hügel). |
| RAN 139713.49                 | Wallabschnitt | Zalău, Dealul Cornistea şi Dealul Măguriţa | Erdwall an der Grenze zwischen der Ortschaft Moigrad und dem Dorf Ortelec, sowie zwischen den Hügeln Dealul Cornistea und Dealul Măguriţa. |
| RAN 139713.24                 | Steinmauer    | Zalău, Dealul Măgurice – La Strâmtură 1    | Die östlich von Zalău gelegene Steinmauer beginnt auf 280 m Höhe am Nordhang des Hügels Dealul Măguriţa, führt in nördliche Richtung hinab zum Valea Ortelecului (Ortelec-Tal) und dann wieder bergauf bis zu einem Bergvorsprung auf 367 m Höhe. In diesem Abschnitt ist die Mauer auf einer Strecke von annähernd 430 Metern sichtbar. Die Breite der Mauer beträgt 1,20 m, ihre erhaltene Höhe variiert zwischen einem und anderthalb Metern. An ihrem nördlichen Ende stößt sie an das Kastell Fântâna Şuşigului an (siehe unten). Anschließend zieht sie in nordöstliche Richtung auf das Gebiet des Dorfes Mirșid (siehe unten). Die Mauer ist mit der Nummer 1718-110 auf der Tentativliste für das UNESCO-Weltkulturerbe verzeichnet. |
| RAN 139713.12                 | Kastell       | Zalău, Fântâna Suşigului                   | Kastell am Ostrand des Dorfes Ortelec, sowie am Nordhang des Dealul Măguriţa. Das 50 m mal 55 m (= 0,275 ha) messende rechteckförmige Kastell wies zwei Bauphasen auf. Auf ein Holz-Erde-Lager mit einer acht Meter breit und einen bis anderthalb Meter hoch erhaltenen Umwallung folgte ein Kastell mit einer massiven Steinmauer, deren Mächtigkeit anderthalb bis zwei Meter betrug. In beiden Phasen diente als Annäherungshindernis ein fünf Meter breiter und zwei Meter tiefer Graben. In der südwestlichen Kastellecke konnte ein Turm, und im Inneren eine Feuerstelle und Spuren von verbrannten hölzernen Baracken identifiziert werden. Abgesehen von einigen Schäden durch die Waldvegetation ist der Befund gut erhalten. |
| RAN 142131.16                 | Kastell       | Mirșid, La Strâmtură 2                     | Das Kastell liegt nordöstlich von Zalău und südlich von Mirșid. Das Kastell ist mit der Nummer 1718-111 auf der Tentativliste für das UNESCO-Weltkulturerbe verzeichnet. |
| RAN 142131.17                 | Wachturm      | Mirșid, Dealul Poguior                     | Der Turm wurde auf einem Hügel hinter der Steinmauer (siehe oben) errichtet. Von seiner Position aus hatte man eine hervorragende Sicht auf das Tal des Râul Ortelec (Ortelec-Bach) in beide Richtungen. Im Osten reicht der Blick an Porolissum vorbei fast bis zur Mündung des Baches in den Râul Agrij. Zudem besteht eine direkte Sichtverbindung zu mehreren Verteidigungsanlagen des Porolissum-Komplexes. Die Turmstelle besitzt einen rundlichen Grundriss von etwa 14,5 m mal 17,5 m, die Steinmauern des Turmes waren einen Meter breit. Er war von einem Graben umgeben. Zwischen dem Turm und dem Graben wurden Holzbalken gefunden, die für ein hölzernes Vorgängerbauwerk sprechen. Innerhalb des Turms wurde das Loch eines Pfeilers identifiziert, der ein zweites Stockwerk getragen haben könnte. Zudem wurde umfangreiches Fundmaterial, bestehend aus Ziegeln, Keramik, Knochen und Artefakten aus Bronze und Messing geborgen. |
| RAN 142131.15                 | Wachturm      | Mirșid, Poguior                            | Der Turm befindet sich oberhalb des Passes La Stâmtură, dem sogenannten „Mesesană-Tor“, am Rande der auf der Terrasse eines hohen Gipfels. Er hat die Form eines Kegelstumpfes mit eingetiefter Mitte. Der Turm war in der Technik des Opus incertum konstruiert und ist teilweise von Steinraub betroffen. Archäologische Ausgrabungen fanden 1900 und 1976 statt. Dabei wurde das Mauerwerk vollständig freigelegt. Heute sind nur noch die Bodenstrukturen sichtbar. Die Turmstelle wurde mit der Nummer 1718-112 auf die Tentativliste für das UNESCO-Weltkulturerbe eingetragen. |
| RAN 142131.05                 | Steinmauer    | Mirșid, La Strâmtură 2 – Pârâul Lupilor    | Fortsetzung der oben genannten Steinmauer auf dem Gebiet von Zalău, die hier weiter in nordöstliche Richtung verläuft und den Dealul Poguior erklimmt. Die beiden Mauern hatten zusammen mit ihren Wachtürmen die Funktion, das Valea Ortelecului (Tal des Ortelec) als Sperrwerke (lat.: clausurae) zu sichern. Entsprechend waren sie an der engsten Stelle des Tals errichtet worden. Die Mächtigkeit der Mauer variiert zwischen 1,0 m und 1,3 m. Vor der Mauer verläuft ein zwischen 2,3 m und 3,0 m breiter und 1,5 m bis 3,0 m tiefer Graben. |
| RAN 142131.10                 | Wachturm      | Mirșid, Dealul Făgişte                     | Der Turm befindet sich nordöstlich des Wachturms Poguişor, rund 20 Meter hinter der Steinmauer. Er liegt dort auf einem Plateau zwischen den Tälern Ortelec und Frumuşelei, was der Besetzung eine gute Sicht auf das nichtrömische Gebiet ermöglichte. Der Turm hat einen quadratischen Grundriss mit sieben Metern Seitenlänge. Die Breite der Mauern beläuft sich auf 1,20 m, außen war er von einem Graben umgeben. Bei einer Sondierung wurde im Inneren eine fundreiche Behausungsschicht, außerhalb wurden zwei Öfen identifiziert. |
| RAN 142131.11                 | Wachturm      | Mirșid, Viţinal 1                          | Der Wachturm liegt am Hang des Dealului Viţinal von wo aus seine Besetzung das Valea Făjişte überwachen konnte. Der Steinturm besitzt eine runde Form mit einem Durchmesser von fünf Metern und ist von einem Graben umgeben. Das Fundament der Mauer ist 1,20 m bis 1,50 m breit. Die Ostseite wurde von einem Forstweg beschädigt. Vor Ort wurde eine Münze vom Beginn des dritten Jahrhunderts gefunden. |
| RAN 142131.18                 | Wachturm      | Mirșid, Viţinal 2                          | Der Turm befindet sich südöstlich von Mirsid und nordöstlich des Turms Viţinal 1. Rund 90 Meter nordöstlich des Wachturms Viţinal 1 bildet die Steinmauer (siehe oben) einen stumpfen Winkel. Dort bestand zwischen zwei Mauersegmenten eine 2,60 m weite Öffnung, die vermutlich bewusst als Durchlass angelegt worden war, jedoch durch ein weiteres Mauerstück beschränkt wurde. Später wurde vermutlich der Wachturm Viţinal 2 an die Stelle dieser Sperrmauer gesetzt. Der Steinturm hat einen kreisförmigen Grundriss mit einem Innendurchmesser von rund sieben Metern, die Breite seiner Mauer beträgt 1,0 m bis 1,2 m. |
| RAN 142131.13                 | Wachturm      | Mirșid, Dealul Mare 1                      | Der Turm liegt südöstlich von Mirsid und nordwestlich des Dealul Mare (Großer Hügel) auf einem hohen Gipfel, was eine weite Sicht nach Norden und nach Süden möglich macht. Es bestand eine direkte visuelle Verbindung zu den Verteidigungsanlagen von Porolissum, aber auch zu weiter entfernten Wachtürmen. Das Steinfundament des Hügels konnte durch eine kleinere Grabung identifiziert werden. Heute stellt sich die Turmstelle im Gelände als ein 12 Meter durchmessender Hügel dar. Die Turmstelle wurde mit der Nummer 1718-113 auf die Tentativliste für das UNESCO-Weltkulturerbe eingetragen. |
| RAN 142131.19                 | Wachturm      | Mirșid, Acastău                            | Der Turm befindet sich südöstlich von Mirsid in der Nähe des Dealul Mare. |
| RAN 142131.20                 | Wallabschnitt | Mirșid, Mirşid – Dealul Mare               | Erdwall und Mauer südwestlich der Ortschaft Moigrad-Porolissum, teilweise durch moderne Bodeneingriffe gestört. |
| RAN 142131.14                 | Wachturm      | Mirșid, Dealul Mare 2                      | Der Turm befindet sich hinter der Mauer, auf derselben Linie wie der Wachturm Dealu Mare 1. Er liegt auf einem Hügel, der eine gute Rundumsicht gewährt. Die Turmstelle erscheint im Gelände als 11,5 m bis 12,5 m durchmessende kreisförmige Struktur aus Flusssteinen. Die Turmstelle wurde mit der Nummer 1718-114 auf die Tentativliste für das UNESCO-Weltkulturerbe eingetragen. |
| RAN 140707.13                 | Wachturm      | Brebi, Dealul Mare 3                       | Die Turmstelle befindet sich im Wald nordwestlich von Brebi an einem Hang des Dealu Mare. Ihre Hanglage ermöglicht nur freie Sicht ins Innere der Provinz. LiDAR-Scans zeigten eine konische Form, deren Durchmesser auf acht/neun Meter geschätzt wird. Die Turmstelle wurde mit der Nummer 1718-116 auf die Tentativliste für das UNESCO-Weltkulturerbe eingetragen. |
| RAN 140707.11                 | Wachturm      | Brebi, Dealul Mare 4                       | Die Turmstelle liegt nordwestlich von Brebi, östlich des Dealul Pleșu. Der Turm befindet sich auf einem isolierten Gipfel am Rande eines Vorgebirges, von wo aus die Besatzung das Valea Ortelecului und die Anlagen von Porolissum überblicken konnte. Im Gelände stellt die Turmstelle als Hügel mit einem Durchmesser von etwa zehn Metern und einer Höhe von 1,30 m dar. Der Wachturm selbst hat einen Durchmesser von sechs und eine Mauermächtigkeit von anderthalb Metern. Die Turmstelle wurde mit der Nummer 1718-115 auf die Tentativliste für das UNESCO-Weltkulturerbe eingetragen. |
| RAN 142168.10                 | Wachturm      | Popeni, Dealul Racova                      | Der Turm liegt südlich des Dorfes Popeni, nordöstlich des Dealul Mare. Er befindet sich dort am östlichen Waldrand auf einer Anhöhe zwischen den Hügeln Racova und Comorâşte. Seine Position erlaubte es der Besatzung, sowohl das Innere der Provinz als auch das Barbaricum zu überwachen. Er ist Teil eines Clusters aus insgesamt neun Wachtürmen und einer linearen Barriere, der östlich des Pasul Poarta Meseşului (Meseştor-Pass) beginnt und sich über fast 8,5 km bis zum Valea Agrijului erstreckt. Eine kleine Sondierung ergab nur, dass der Turm aus Trockenmauerwerk besteht und von einem Graben umgeben ist. Auf LiDAR-Scans sind seine Konturen gut zu erkennen. Die Turmstelle wurde mit der Nummer 1718-117 auf die Tentativliste für das UNESCO-Weltkulturerbe eingetragen. |
| RAN 142168.06                 | Clausura      | Popeni, Valea Racovei                      | Die Clausura liegt am Waldrand am Ende des Valea Racovei. Sie sperrte den Zugang vom freien Dakien zur römischen Provinz. |
| RAN 142168.07                 | Wachturm      | Popeni, Fântâna Voievodeasa 1              | Der Turm befindet sich auf der Spitze des Dealului Mănăstirii (Klosterhügel) von wo sich eine weitreichende Sicht sowohl auf die Anlagen von Porolissum als auch in das unbesetzte Dakien ergab. Der erhaltene Turmhügel hat die Form eines Kegelstumpfs mit eingetiefter Mitte. |
| RAN 142168.11                 | Wachturm      | Popeni, Dealul Mănăstirii (= Voivodeasa 2) | Der Turm liegt nördlich des Dorfes Popeni und 300 m und nördlich des Gipfels des Dealului Mănăstirii. Von dort aus war es der Besatzung möglich die Gebiete des freien Dakien nördlich des Flusses Someş und im Süden das römische Gebiet des Valea Ortelecului (Ortelec-Tal) einzusehen. Sein Mauerwerk besteht aus vermörtelten Steinen, besitzt eine Breite von 0,90 m und ist noch in einer Höhe von 1,10 m erhalten. Im LiDAR-Scan erscheint die Turmstelle als zehn mal elf Meter große Struktur. Die Turmstelle wurde mit der Nummer 1718-119 auf die Tentativliste für das UNESCO-Weltkulturerbe eingetragen. |
| RAN 142168.08                 | Wachturm      | Popeni, Voivodeasa 3                       | Die Turmstelle befindet sich nördlich des Dorfes Brebi auf dem Gipfel des Dealului Mănăstirii. Von dort aus bietet sich ein guter Blick auf Porolissum. Die Ruine der Turmstelle hat eine konische Form mit einem Durchmesser von 12 m bis 14 m und einer erhaltenen Höhe von 0,70 m. Die Turmstelle wurde mit der Nummer 1718-120 auf die Tentativliste für das UNESCO-Weltkulturerbe eingetragen. |
| RAN 142168.09                 | Wachturm      | Popeni, Dumbravă                           | Der Turm liegt nordwestlich des Dorfes Creaca auf einem 546 m hohen Berg, von dem aus eine sehr gute Sicht sowohl ins Innere der Provinz als auch in das Barbaricum bestand. Insbesondere war es möglich, die Täler Someşul Mare, Ortelec und Agrij zu kontrollieren, zudem bestand eine direkte Sichtverbindung zu den Kastellen in Porolissum, Brusturi und Tihău. Die Turmstelle stellt sich im Gelände als etwa 2,0 m bis 2,50 m hoher Hügel mit einem annähernd rechteckigen Grundriss von 14 Metern Seitenlänge dar. Das Mauerwerk des Turmes besteht aus vermörtelten Steinen. Im Inneren wurden Spuren einer Feuerstelle identifiziert, sowie verschiedene Materialien wie Keramikfragmente, Tierknochen und Baumaterial geborgen. Die Turmstelle wurde mit der Nummer 1718-121 auf die Tentativliste für das UNESCO-Weltkulturerbe eingetragen. |
| RAN 140725.02                 | Wachturm      | Ciglean, Vârful Cigleanului 1              | Der Turm befindet sich auf einem isoliert stehenden Hügel. Er hat die Form einer umgekehrten, zur Mitte hin abgesenkten Kuppel, die von einer Einfriedung und einem Graben umgeben ist. Vermutlich im Zweiten Weltkrieg entstanden an der Turmstelle Schäden. Mittels LiDAR-Scans konnte ihr Umfang auf 15 m mal 15 m geschätzt werden. Die Turmstelle wurde mit der Nummer 1718-122 auf die Tentativliste für das UNESCO-Weltkulturerbe eingetragen. |
| RAN 140725.01                 | Wachturm      | Ciglean, Vârful Cigleanului 2              | Der Turm liegt nordwestlich der Stadt Ciglean, etwa 300 Meter nördlich des vorhergehenden Wachturms Cigleanul 1. Die Turmstelle besitzt eine konische Form und misst etwa 11,5/13 m. Die Turmstelle wurde mit der Nummer 1718-123 auf die Tentativliste für das UNESCO-Weltkulturerbe eingetragen. |
| RAN 140752.02                 | Wallabschnitt | Prodănești, Pe Şanţ                        | Der Wallabschnitt wurde im nördlichen Teil des Dorfes Prodănești, an der Westseite der Kreisstraße 108A, nördlich eines Steinbruchs identifiziert. Er besteht aus einem Erdwall mit einem nördlich vorgelagerten Graben und ist von Osten nach Westen ausgerichtet. Er beginnt am Rande eines Netzes von Wachtürmen im Tal des Flusses Agrij. Dort fällt das Gelände um mehr als 150 Meter ab. Bis zur Mündung des Agrij in den Someș sind es 2,5 km. Daher hatte die Barriere die Funktion, zwei potentielle Einfallsrouten in die römische Provinz zu sperren. Der am besten erhaltene Teil (ein Kilometer Länge) befindet sich westlich der Kreisstraße. Der wall setzte östlich der Wachtürme Cigleanului 1 und 2 ein und setzt sich im Osten bis zu einem Punkt nordwestlich des Wachturms Dealul Tărăvăilor fort. An einer Stelle scheint sich eine bislang nicht archäologisch untersuchte, etwa einen halben Meter hohe, ringförmige, in der Mitte vertiefte Erhebung ohne weitere klare archäologische Strukturen zu befinden. Der Wallabschnitt wurde mit der Nummer 1718-124 auf die Tentativliste für das UNESCO-Weltkulturerbe eingetragen. |
| RAN 139820.09                 | Wallabschnitt | Jibou, Dosul Şanţului                      | Wall und Graben sind von der Straße, die zum Dorf Var führt, am Rande einer Terrasse des Dealul Dosul Şantului aus noch auf einer Länge von mehr als 500 Metern sichtbar, werden jedoch teilweise von Vegetation überdeckt. Sie wurden durch in der ersten Hälfte des 20. Jahrhunderts für eine Sendeanlage angelegte Gräben stark zerstört. |
| RAN 139866.01                 | Wachturm      | Jibou, Dealul Taravăilor                   | Der Turm befindet sich südwestlich des Dorfes, hinter dem Valea Seacă, auf dem Gipfel des Dealului Taravăilor. Seine Funktion bestand in der Kontrolle des Flusses Someş, der an dieser Stelle seinen Lauf nach Norden ändert. Es bestand eine direkte Sichtverbindung zum Turm Pe Grădişte (siehe unten), der Nachrichten an das Kastell Tihău weiterleiten konnte. Die Turmstelle stellt sich heute als kreisförmiger, zum Zentrum hin leicht eingetiefter Hügel mit einem Durchmesser von etwa 7,0/7,5 m dar, der von einem zwei Meter breiten Graben umgeben ist. Der Durchmesser dieses Grabens beträgt rund 14 Meter. Die Turmstelle wurde mit der Nummer 1718-127 auf die Tentativliste für das UNESCO-Weltkulturerbe eingetragen. |
| RAN 139857.02                 | Wallabschnitt | Rona, Foglaşiu                             | Wallabschnitt am Fuße eines Hügels oberhalb des Baches Rona. |
| RAN 142845.03                 | Wallabschnitt | Turbuța, Foglaşiu                          | Wallabschnitt zwei Kilometer nördlich des Dorfes Turbuța am Fuße eines Hügels oberhalb der Rona. |
| RAN 142836.04                 | Wachturm      | Tihău, Dealul Cucului                      | Der Turm befindet sich westlich des Dorfes Tihău, auf dem Vârful Cucului (Cucului-Gipfel), der mit einer Höhe von 345 m die Umgebung dominiert. Von dieser Positionierung aus hatte die Besatzung eine direkte visuelle Verbindung zu einem großen Teil der Wachtürme in ihrer unmittelbaren Umgebung, sowie die Möglichkeit einen großen Teil des Almaşului-Tals und einen kleinen Teil des Almaşului-Tals zu kontrollieren. Im Gelände stellt sich die Turmstelle als Hügel mit Abmessungen von 9 , mal 10 m dar. Die Turmstelle wurde mit der Nummer 1718-128 auf die Tentativliste für das UNESCO-Weltkulturerbe eingetragen. |
| RAN 142836.05                 | Wachturm      | Tihău, Pe Grădişte                         | Der Turm befindet sich südwestlich des Dorfes Surduc und südöstlich des Kastells Tihău auf einem 310 m hohen Bergrücken zwischen den Flusstälern des Almaş und des Brâghe. Von dort aus hatte die Turmbesatzung die Möglichkeit beide Richtungen des Someș-Tals zu kontrollieren. Zudem bestanden direkte Sichtverbindungen zum Kastell und zu zahlreichen Wachtürmen der unmittelbaren und ferneren Umgebung, so dass der Turm quasi als Relaisstation der Kommunikation fungierte. Im Gelände erscheint die Turmstelle als 8 m bis 9 m durchmessender, in einer Höhe von noch einem Meter erhaltener Hügel, auf dessen Oberfläche Brandspuren identifiziert werden konnten. Die Turmstelle wurde mit der Nummer 1718-126 auf die Tentativliste für das UNESCO-Weltkulturerbe eingetragen. |
| A / VI / 27 (= RAN 142836.02) | Kastell Tihău | Surduc-Tihău                               | siehe Hauptartikel Kastell Tihău |

## Fundverbleib, Präsentation und Denkmalschutz

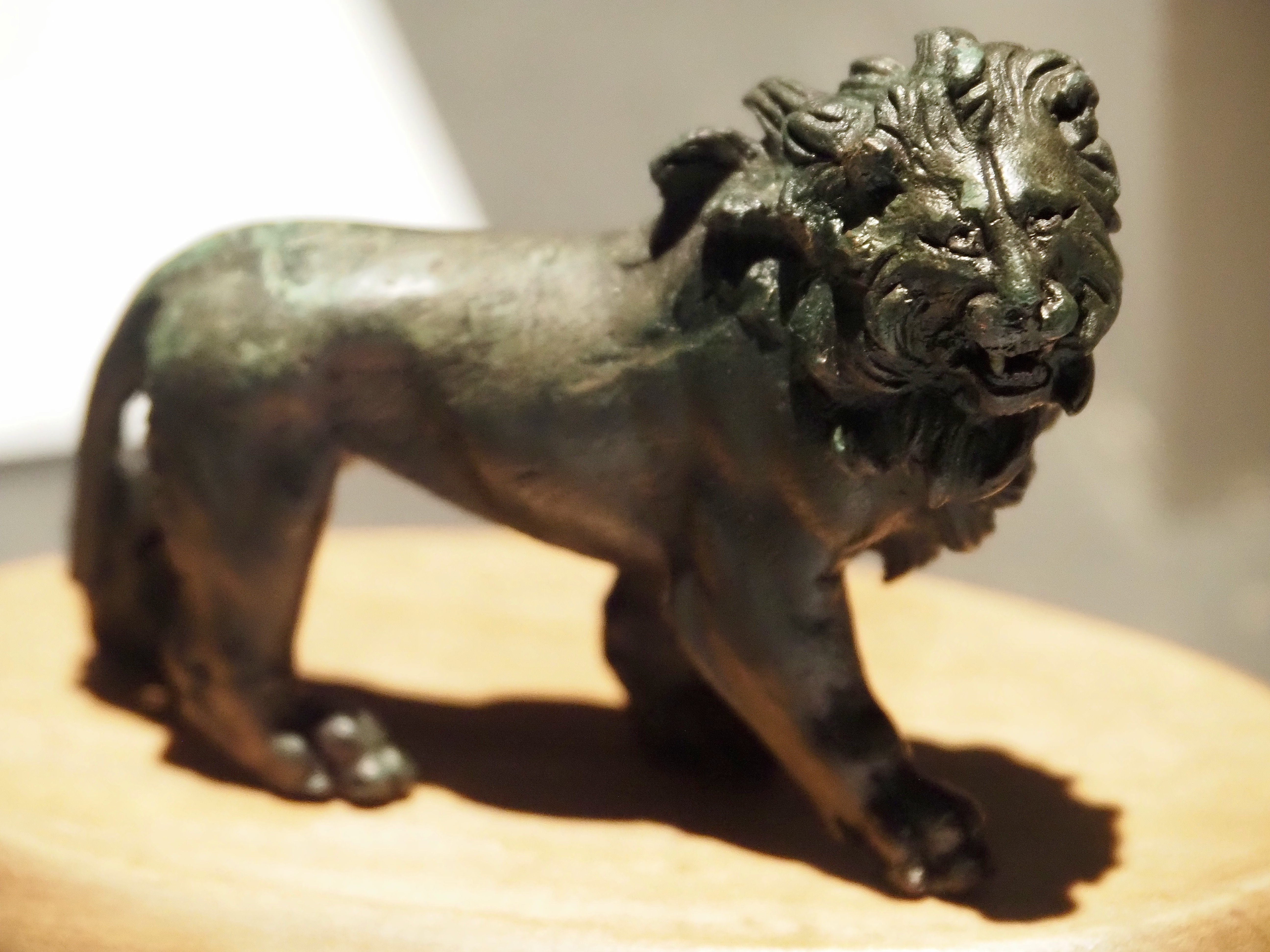
Bronzener Löwe aus dem Muzeul Judeţean de Istorie şi Artă Zalău während einer Ausstellung im Museo Arqueológico Nacional de Madrid

Das Fundmaterial aus Porolissum befindet sich im Institutul de Arheologie și Istoria Artei din Cluj-Napoca und im Kreismuseum Zalău (Muzeul Judeţean de Istorie şi Artă Zalău). Am Fundort selbst sind Teile des Kastells und seiner Gebäude, etliche der Vicusgebäude sowie das Amphitheater freigelegt und konserviert worden.
Jeden Sommer richtet das Kreismuseum Museum Zalau ein Porolissum-Festival (Festivalul Roman) aus, in dem Mitarbeiter des Kreismuseums sowie anderer transylvanischer Museen sowie enragierte Laien römische, dakische und arpadzeitliche ungarische Ausrüstungen, Bewaffnungen und Taktiken demonstrieren und Szenen aus der Geschichte der Stadt nachspielen. Darüber hinaus führt das museumspädagogische Angebot in weitere Bereiche römischer Kultur, wie Ernährung und Handwerk ein.
Die gesamten archäologischen Stätten stehen nach dem 2001 verabschiedeten Gesetz Nr. 422/2001 als historische Denkmäler unter Schutz und sind unter dem Code SJ-I-s-A-04909 in der nationalen Liste der historischen Monumente (Lista Monumentelor Istorice) eingetragen. Der entsprechende RAN-Code lautet 142159.01. Zuständig sind das Ministerium für Kultur und nationales Erbe (Ministerul Culturii și Patrimoniului Național), insbesondere das Generaldirektorat für nationales Kulturerbe, die Abteilung für bildende Kunst sowie die Nationale Kommission für historische Denkmäler sowie weitere, dem Ministerium untergeordnete Institutionen. Ungenehmigte Ausgrabungen sowie die Ausfuhr von antiken Gegenständen sind in Rumänien verboten.